# Liste des plus hauts immeubles de l'agglomération de Miami

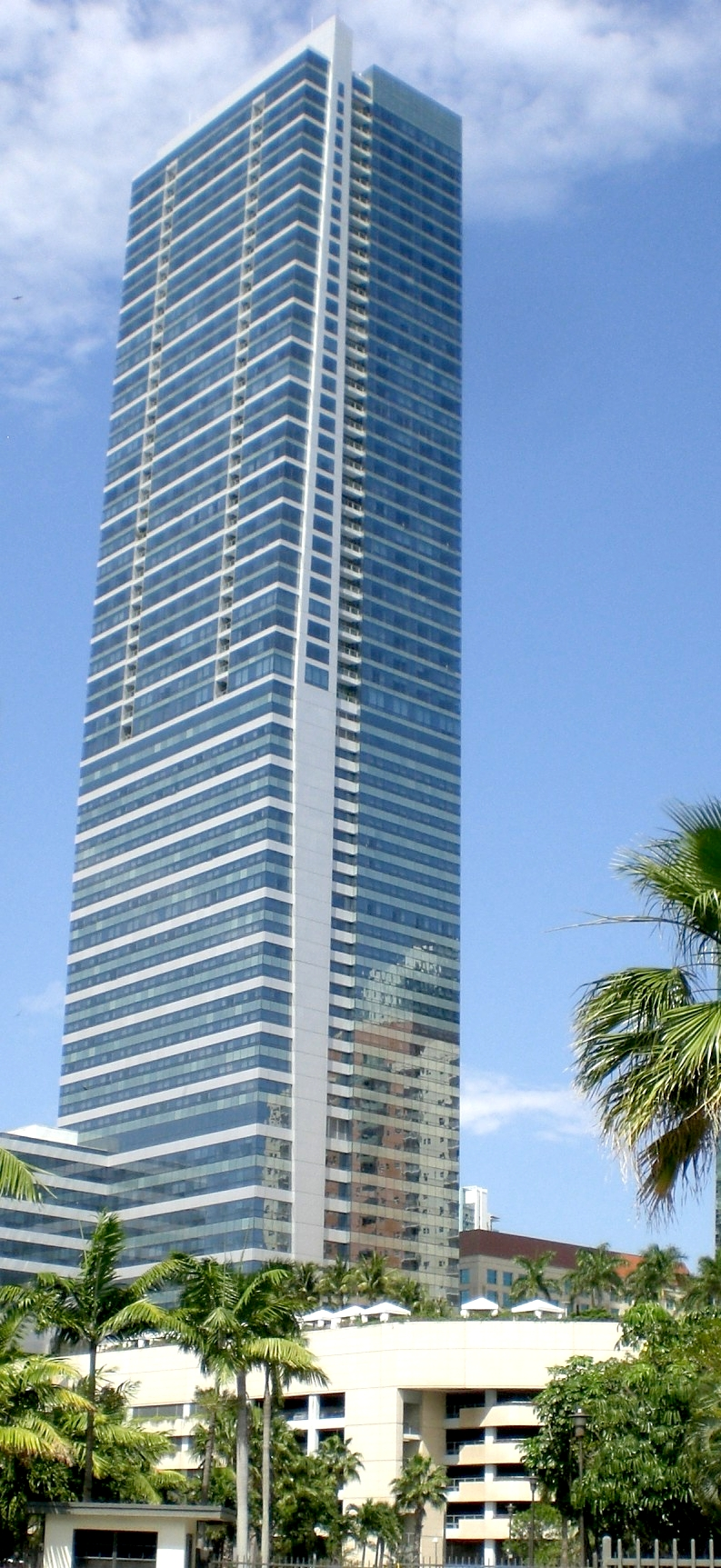
Le Four Seasons Hotel de Miami.

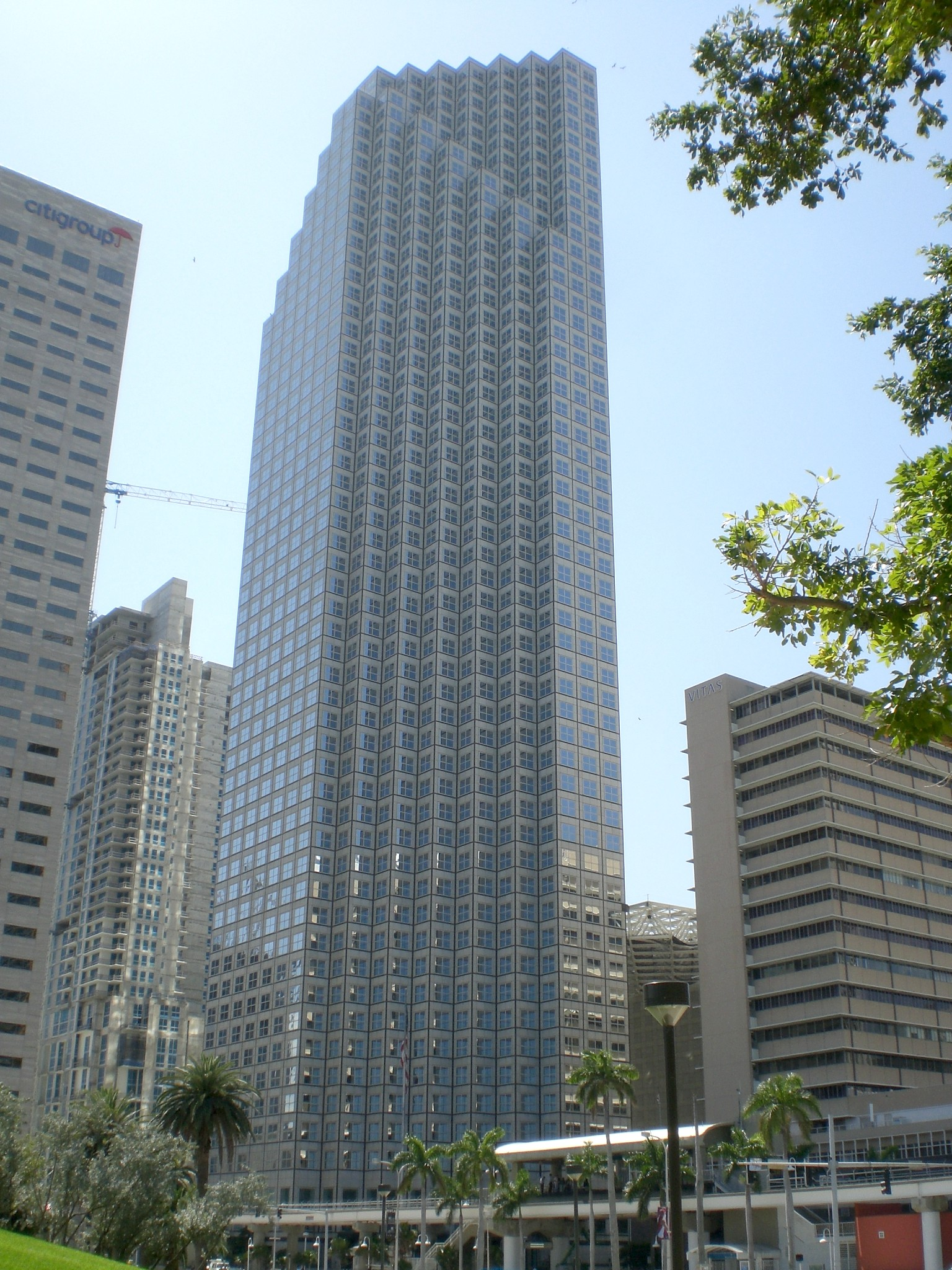
La Wachovia tower.

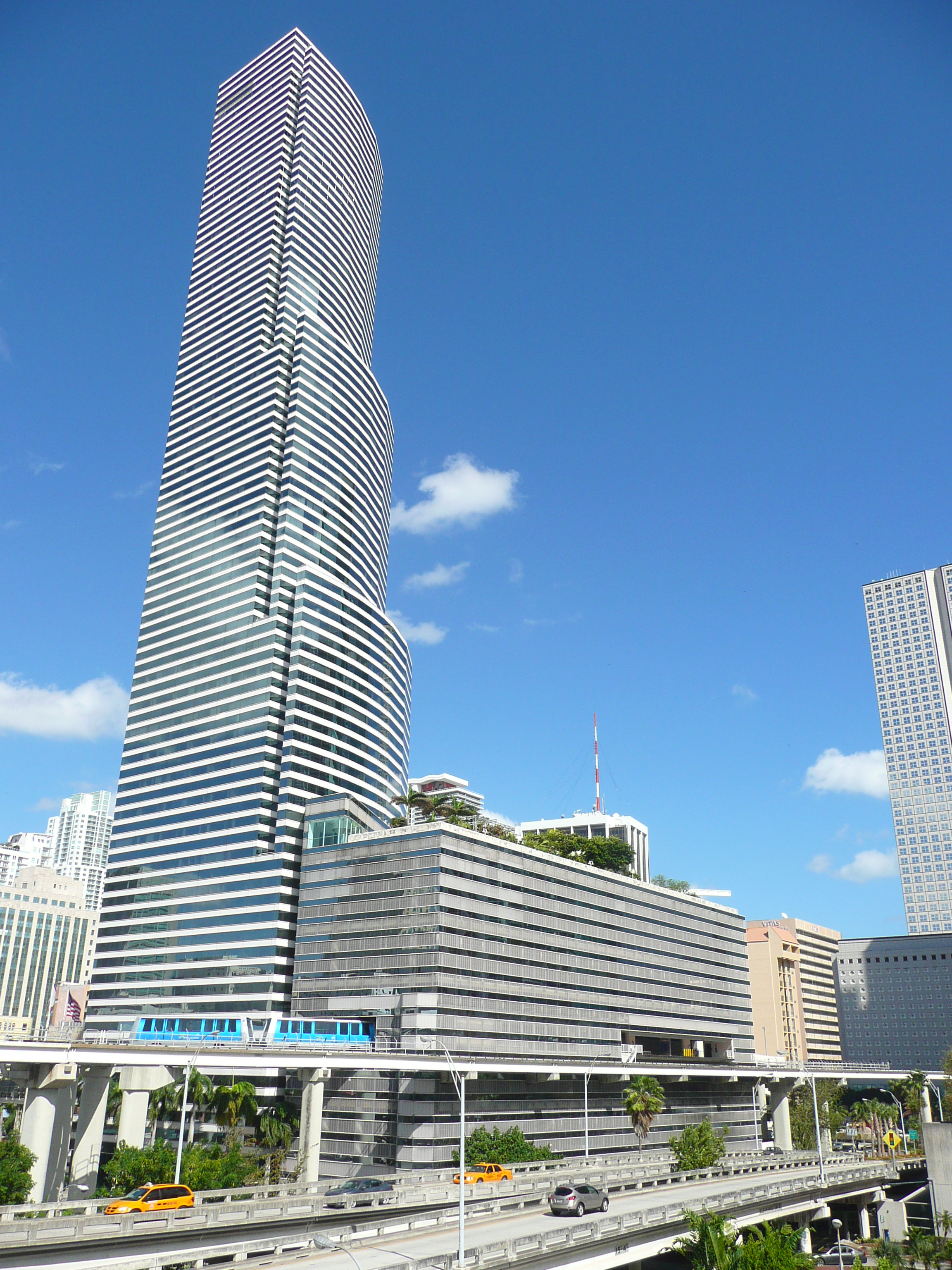
Bank of America Tower.

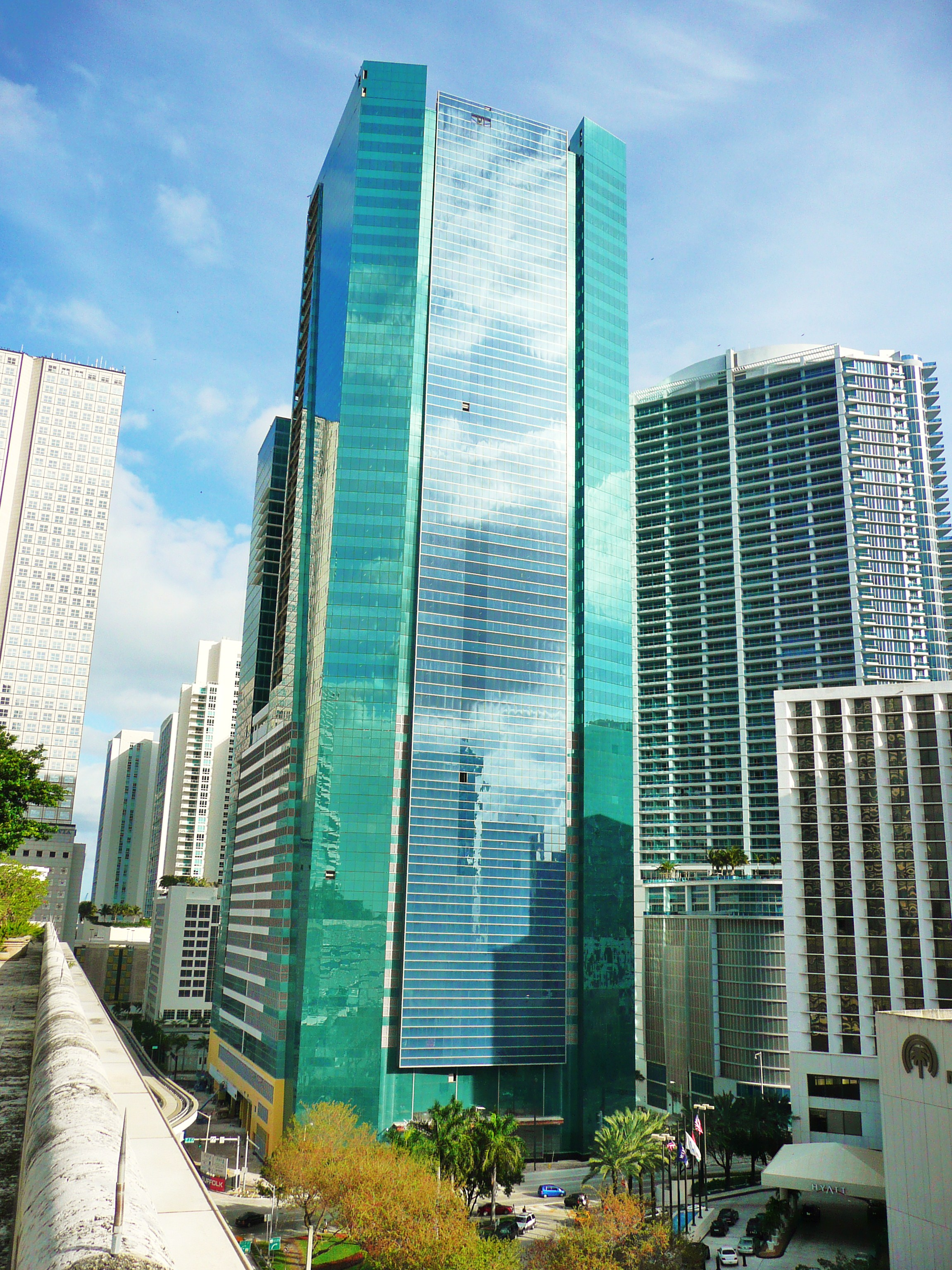
Met 2.

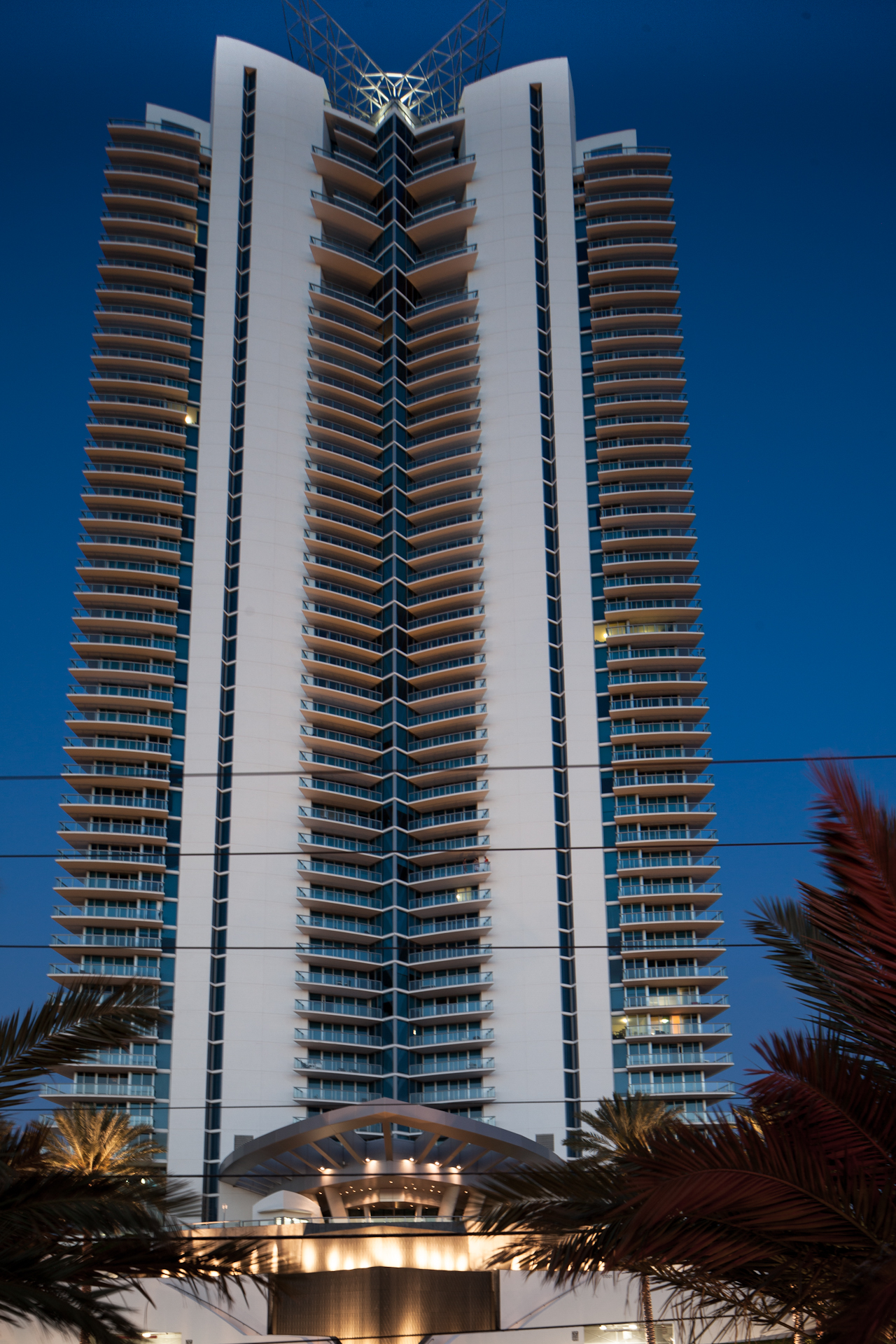
Jade Beach.

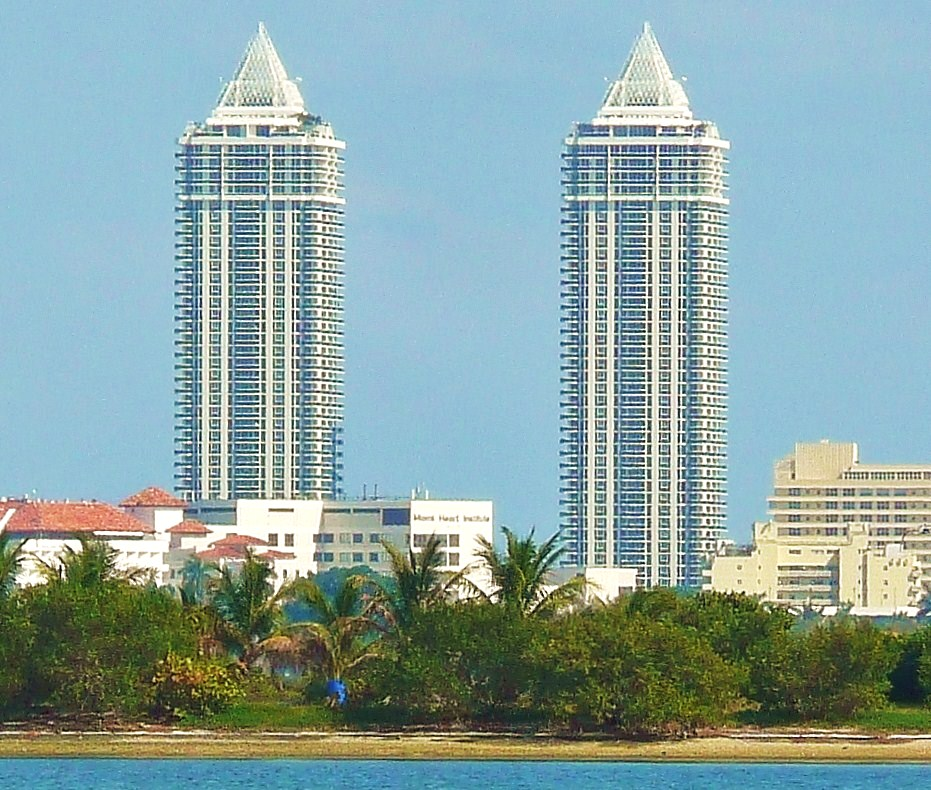
Blue and Green Diamond à Miami Beach.

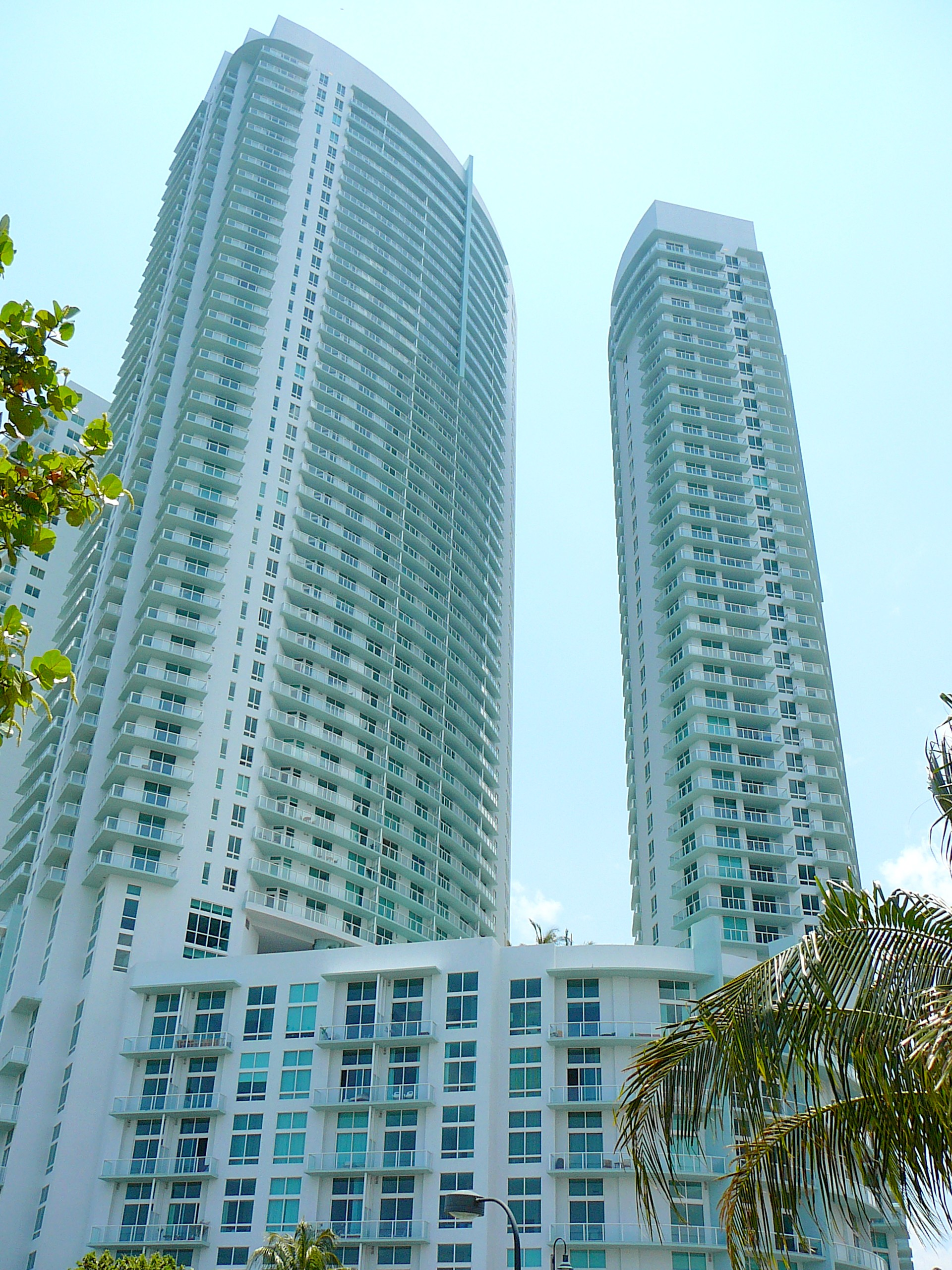
Quantum on the Bay.

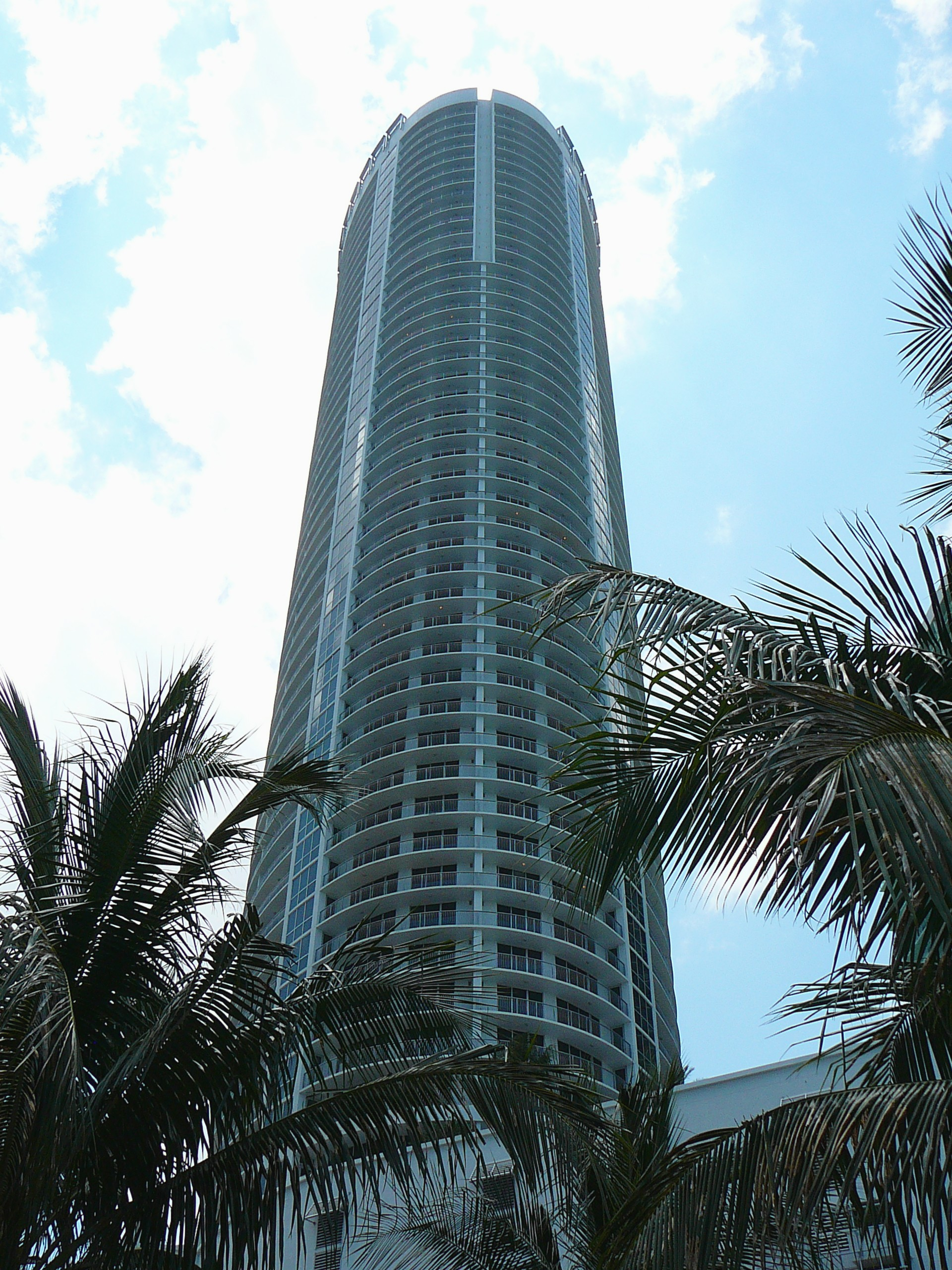
Opera Tower

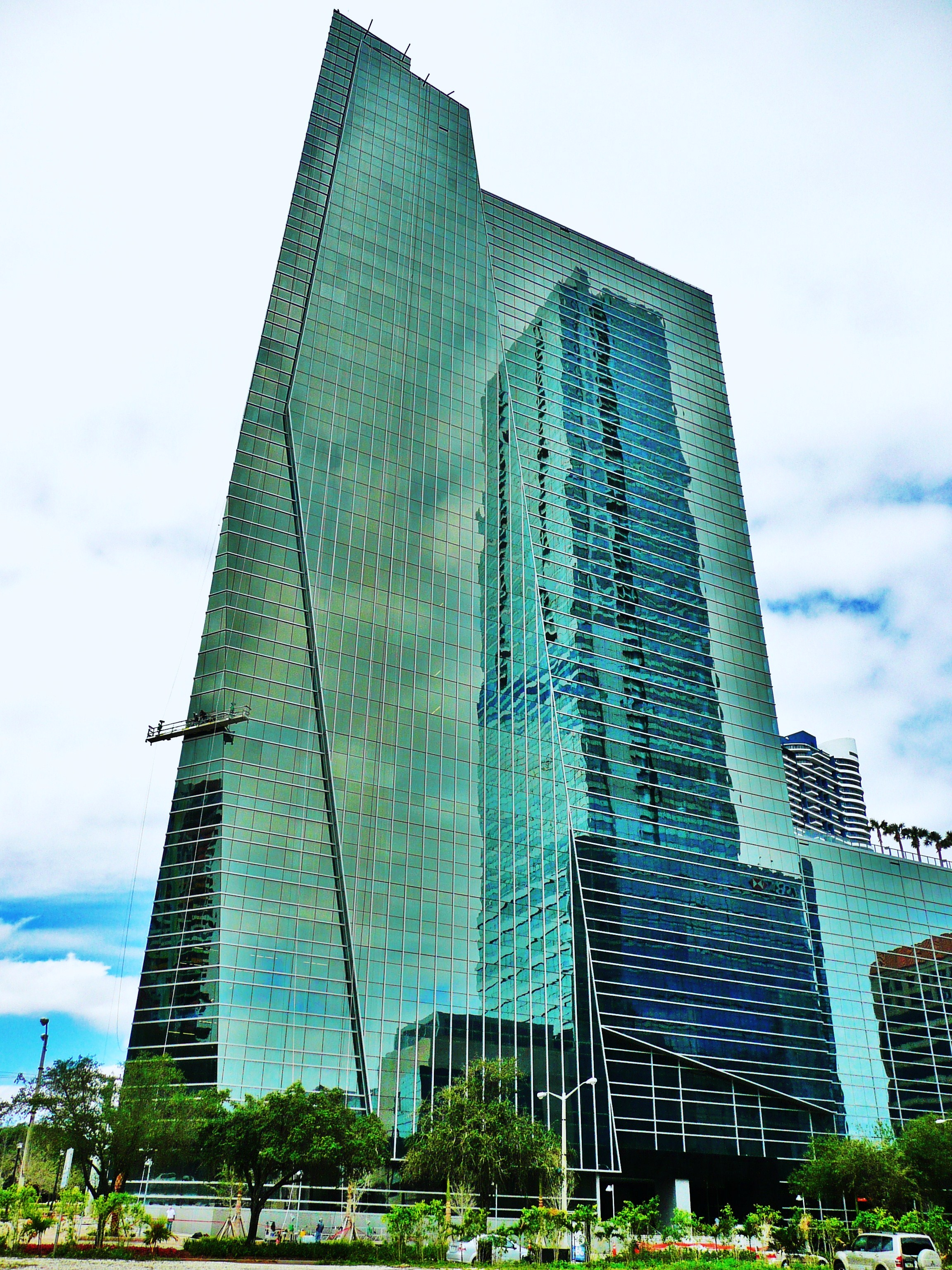
Park Place at Brickell

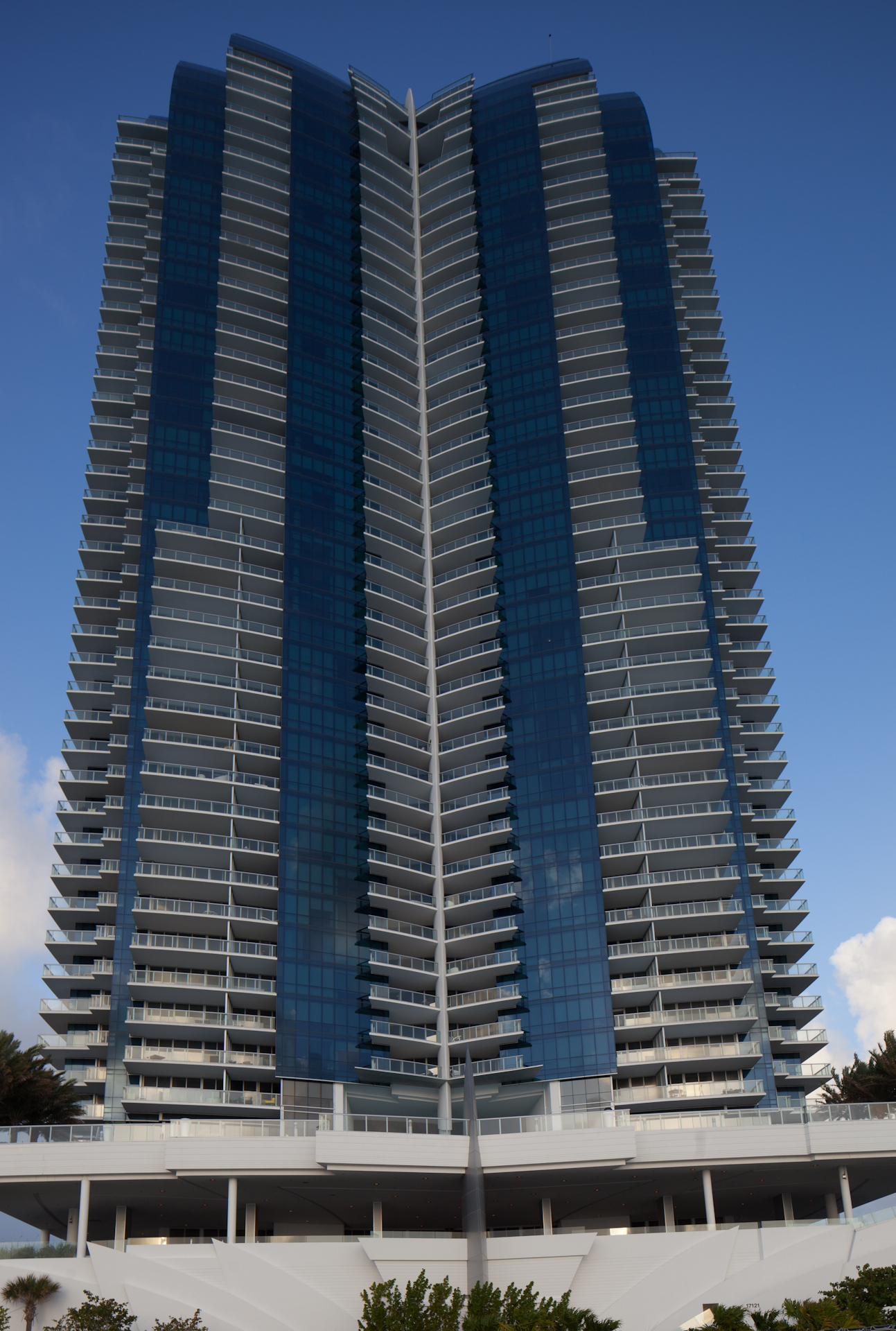
Jade Ocean

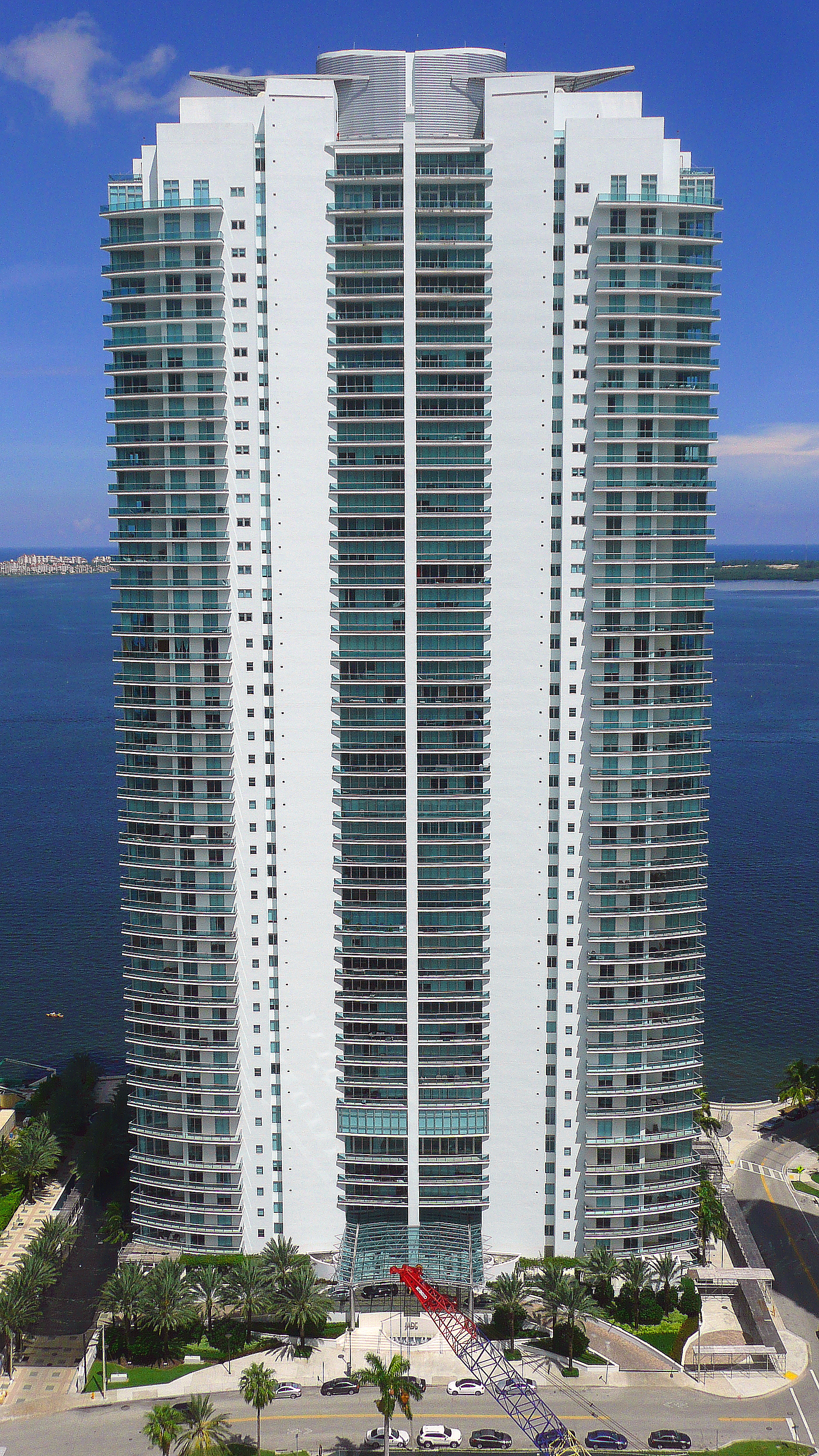
Jade at Brickell Bay

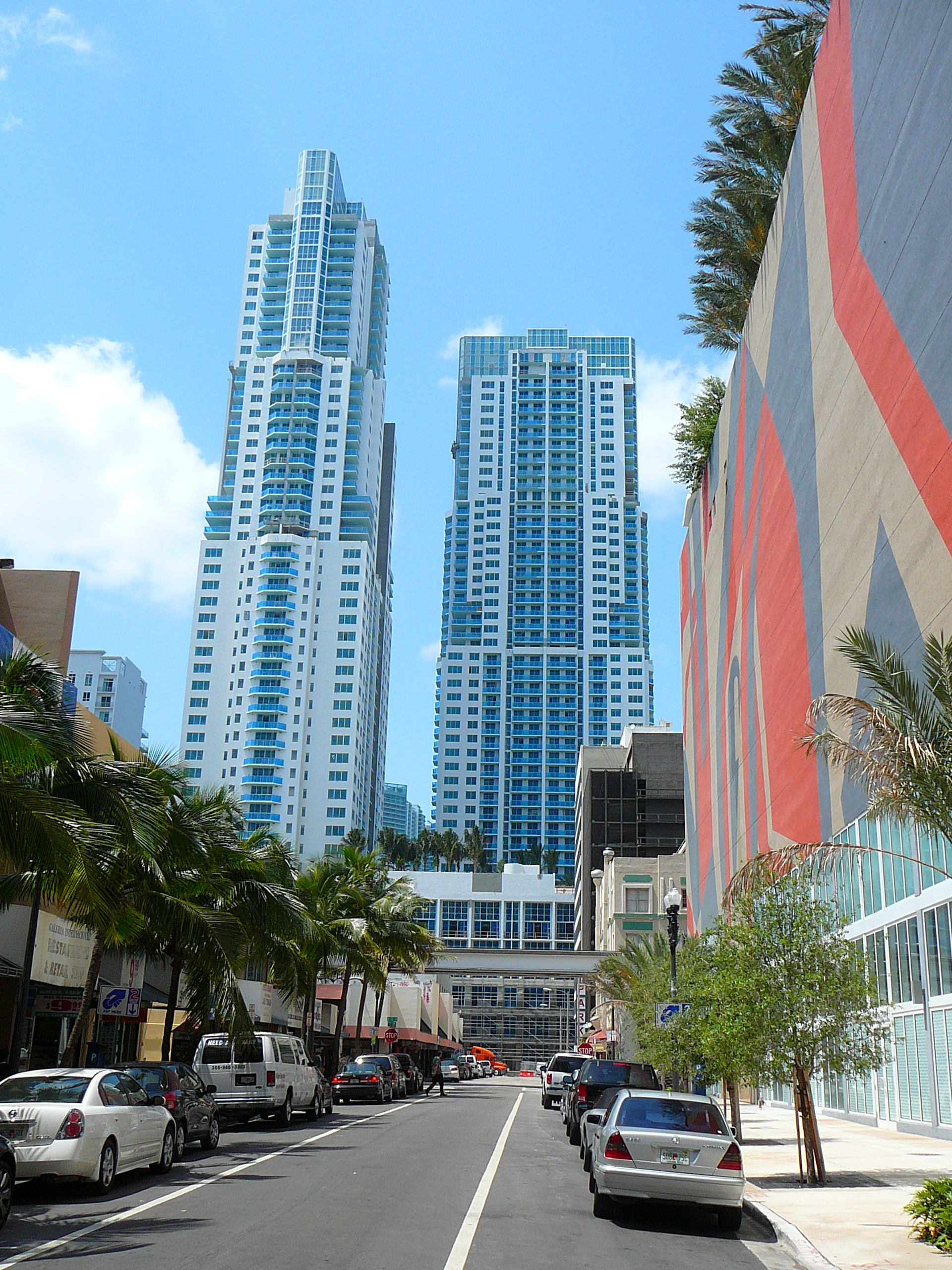
Everglades on the Bay

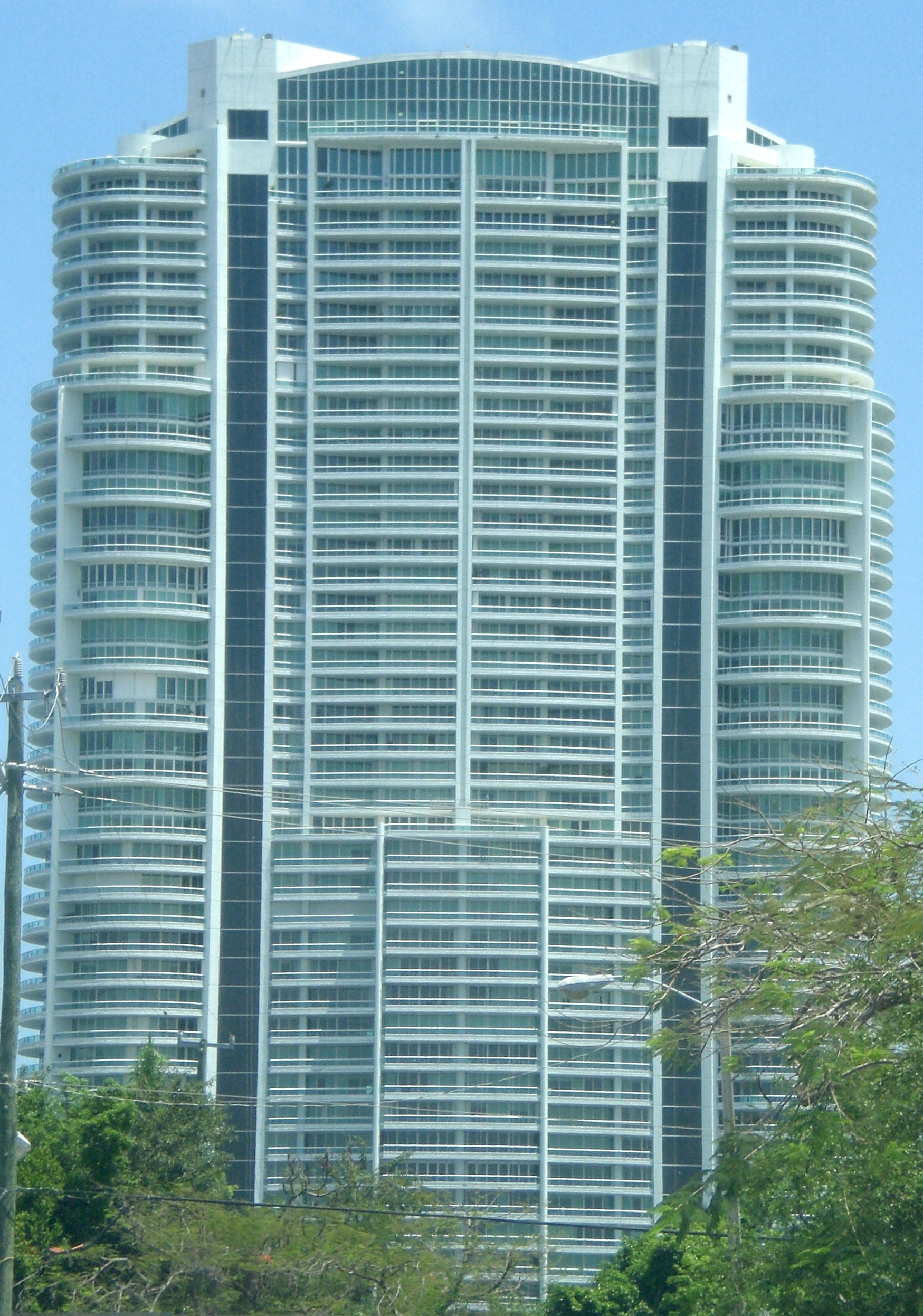
Santa Maria

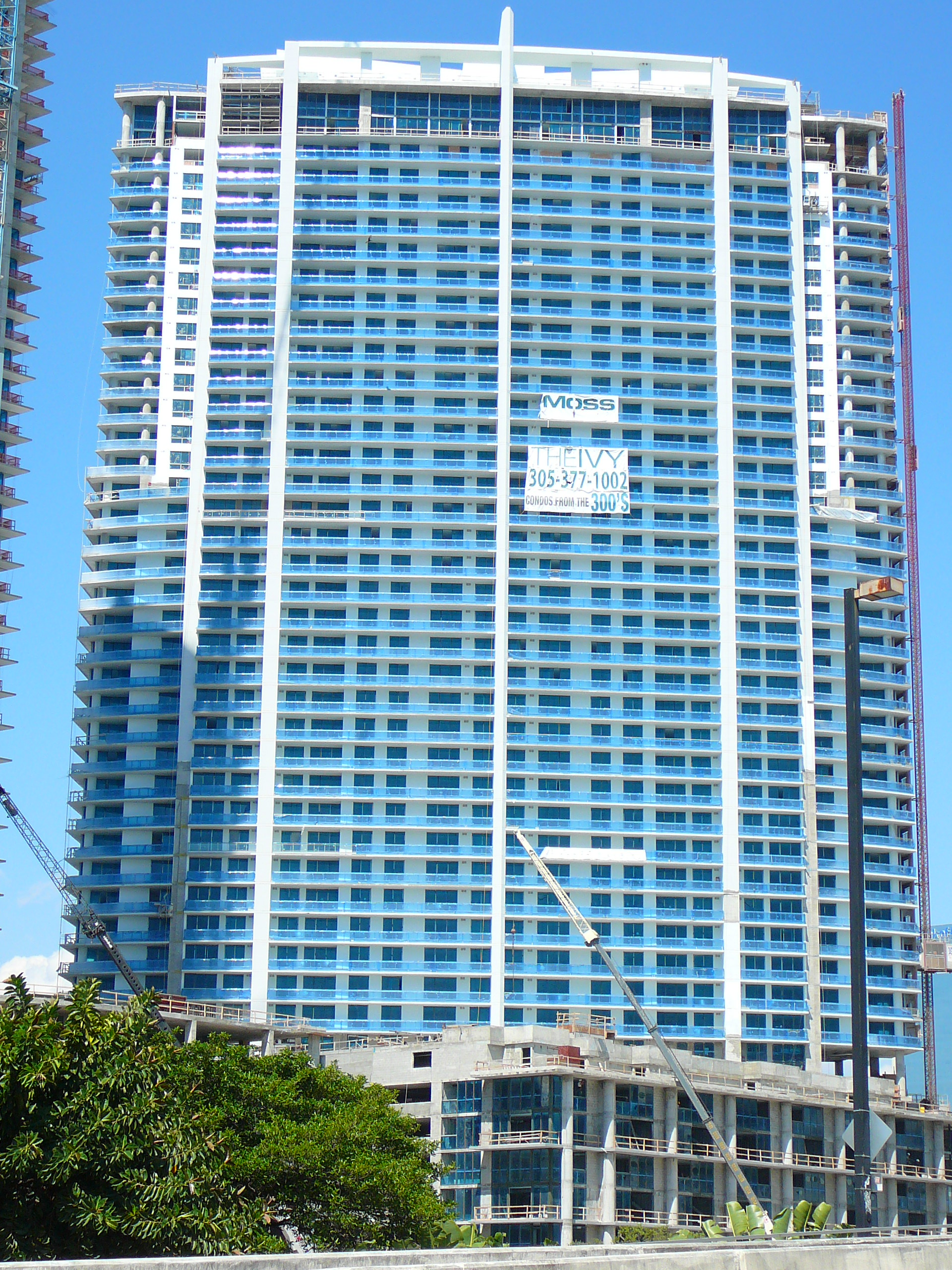
The Ivy

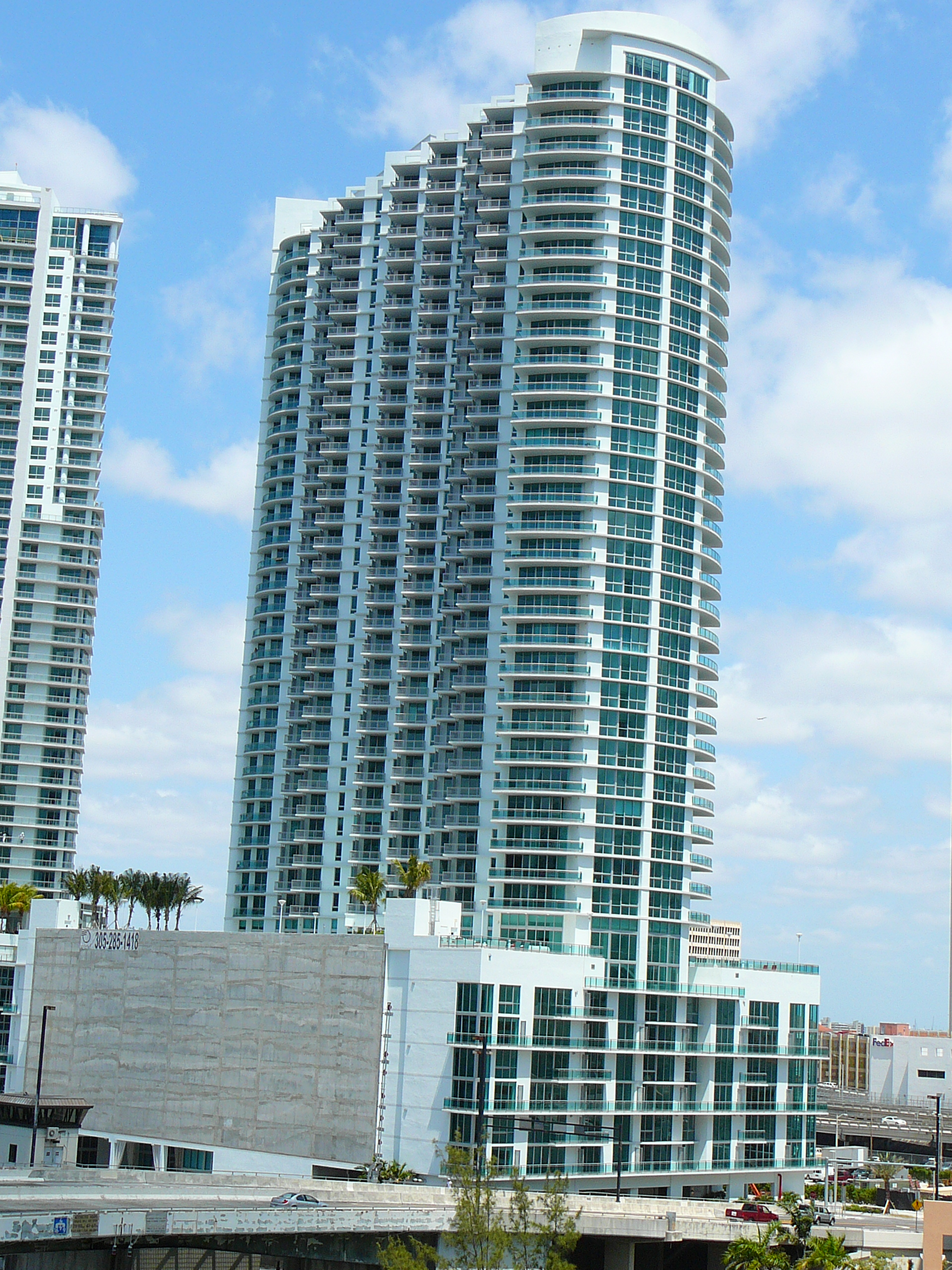
Wind

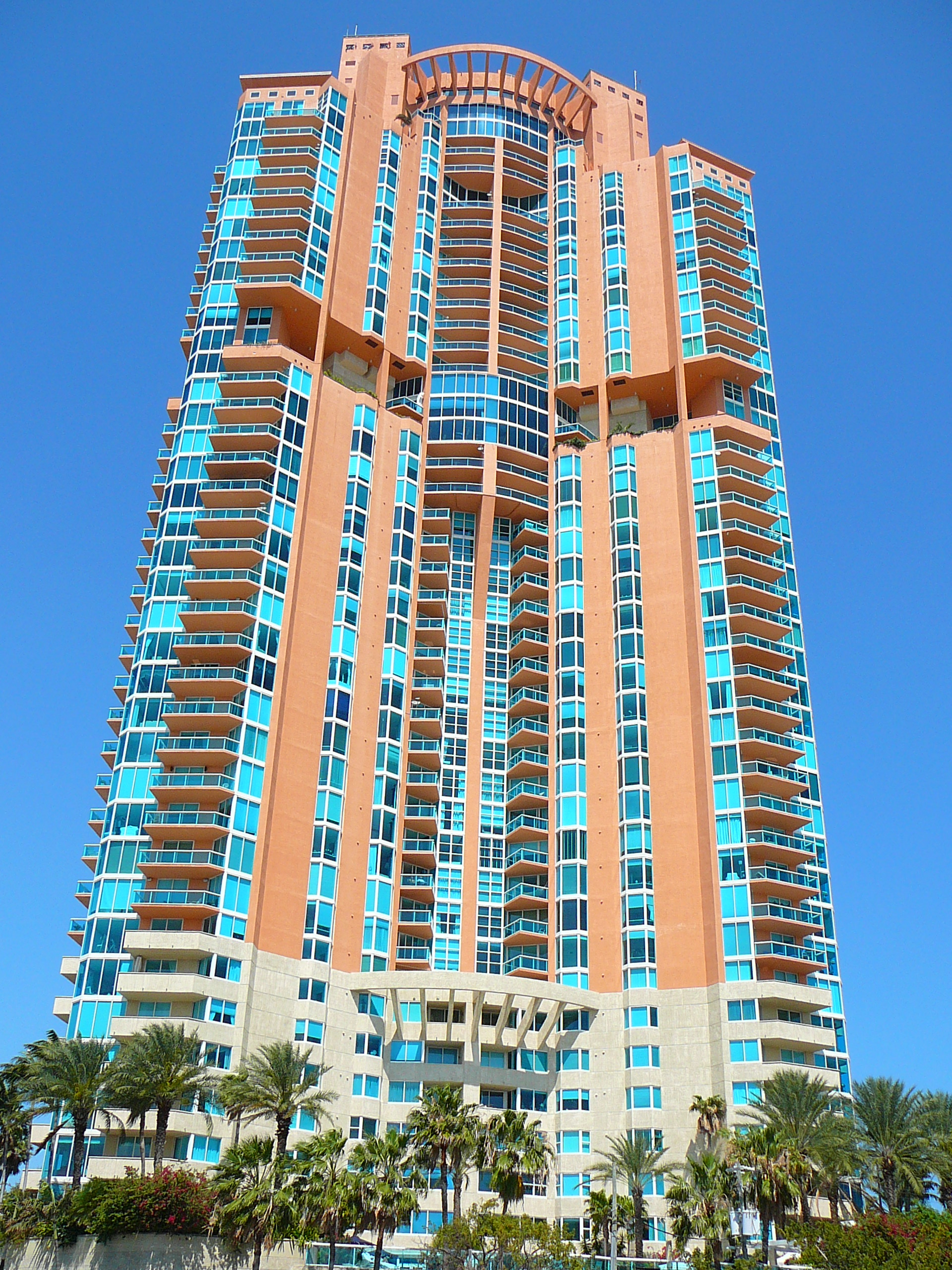
Portofino Tower, Miami Beach.

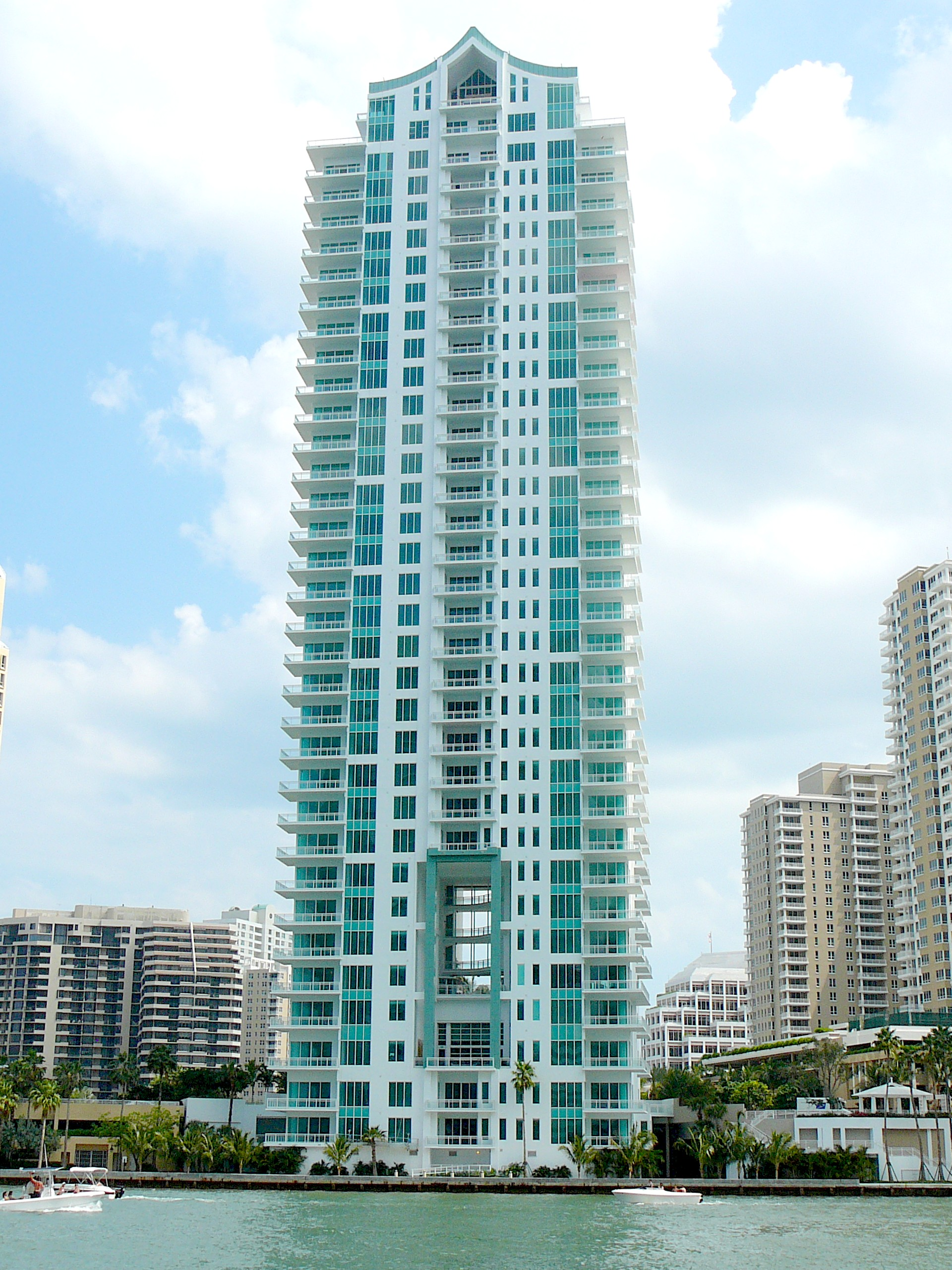
Asia

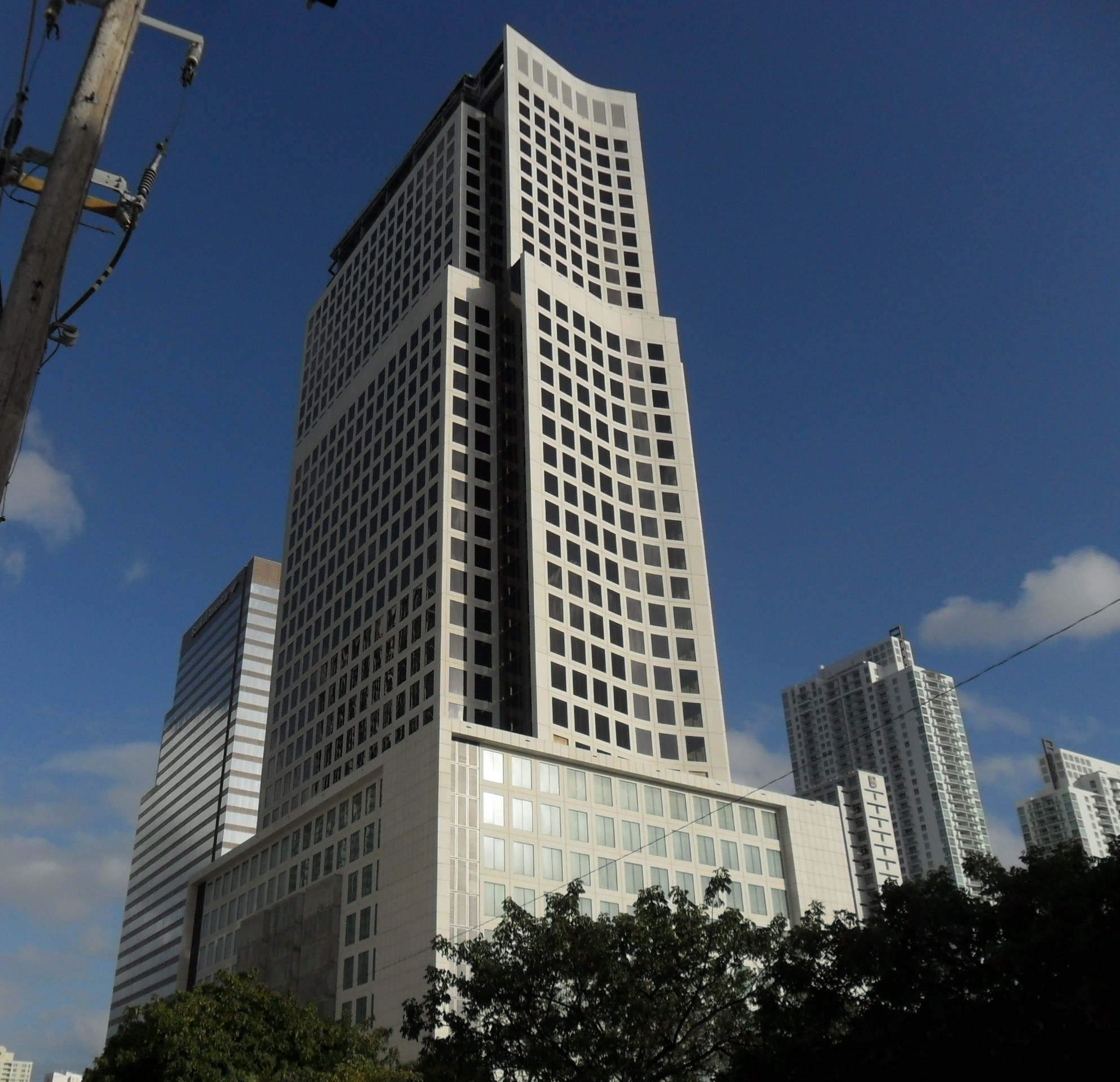
Brickell Financial Centre Phase I

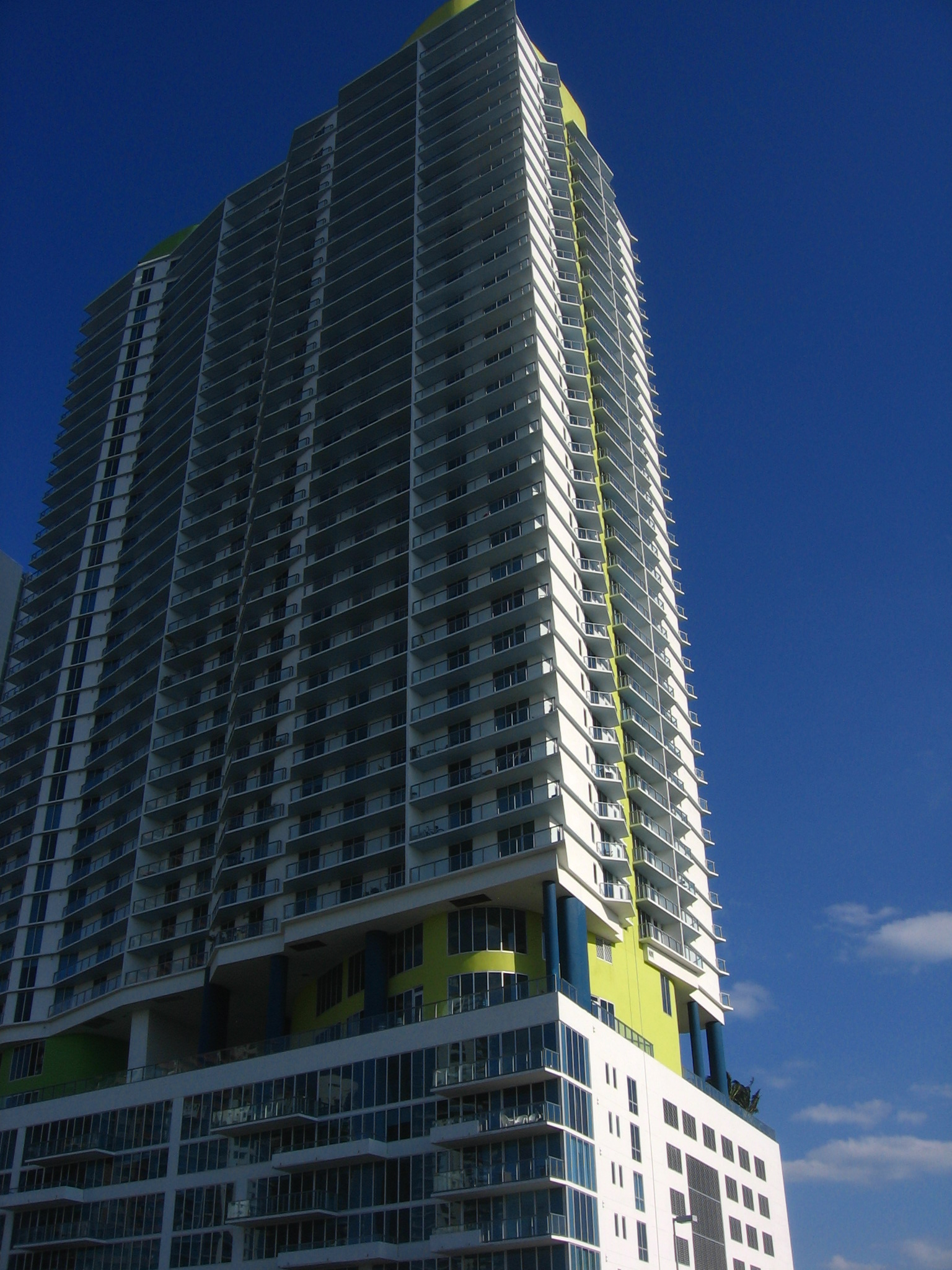
Latitude on the River

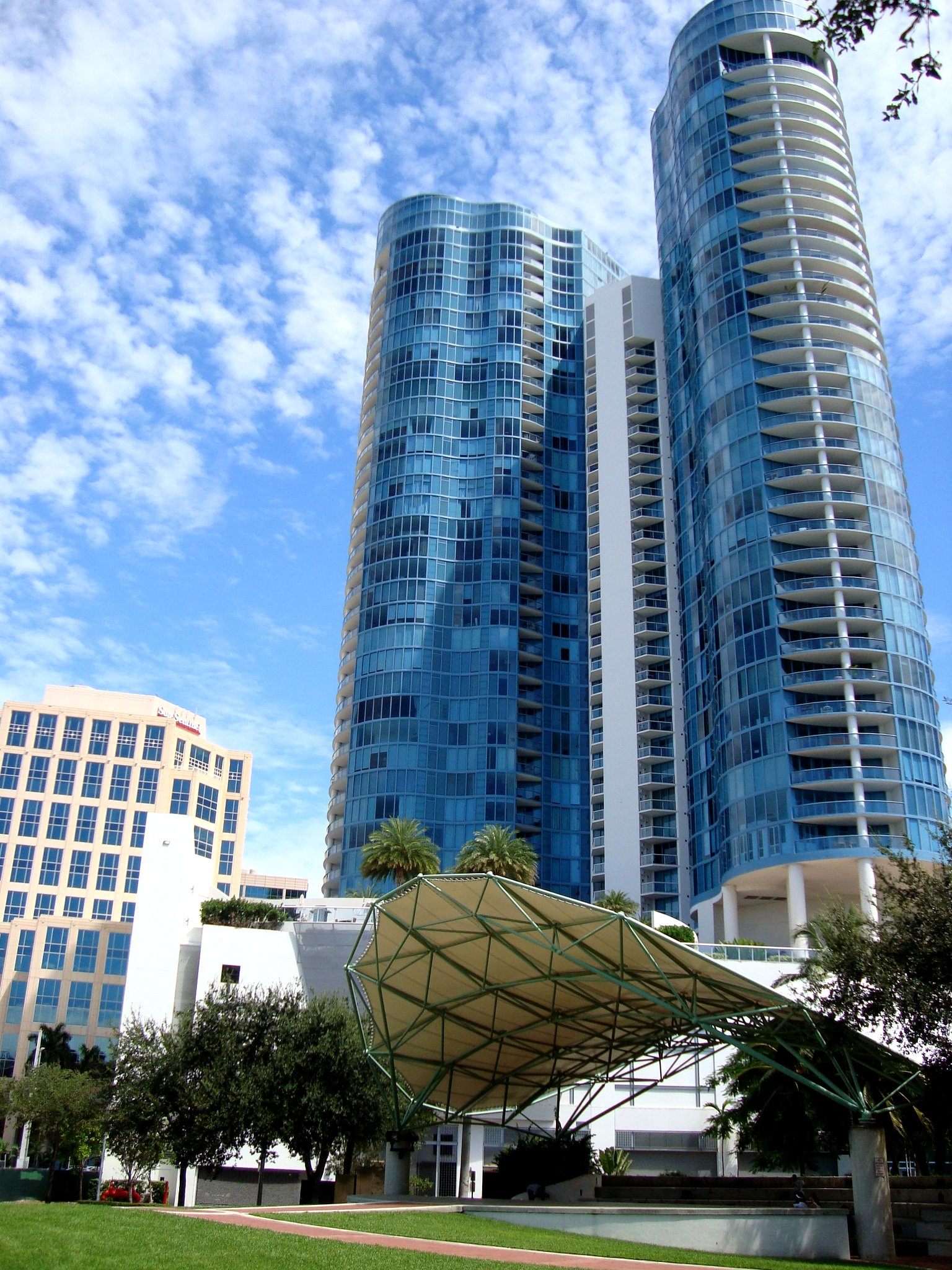
Las Olas River House situé à Fort Lauderdale.

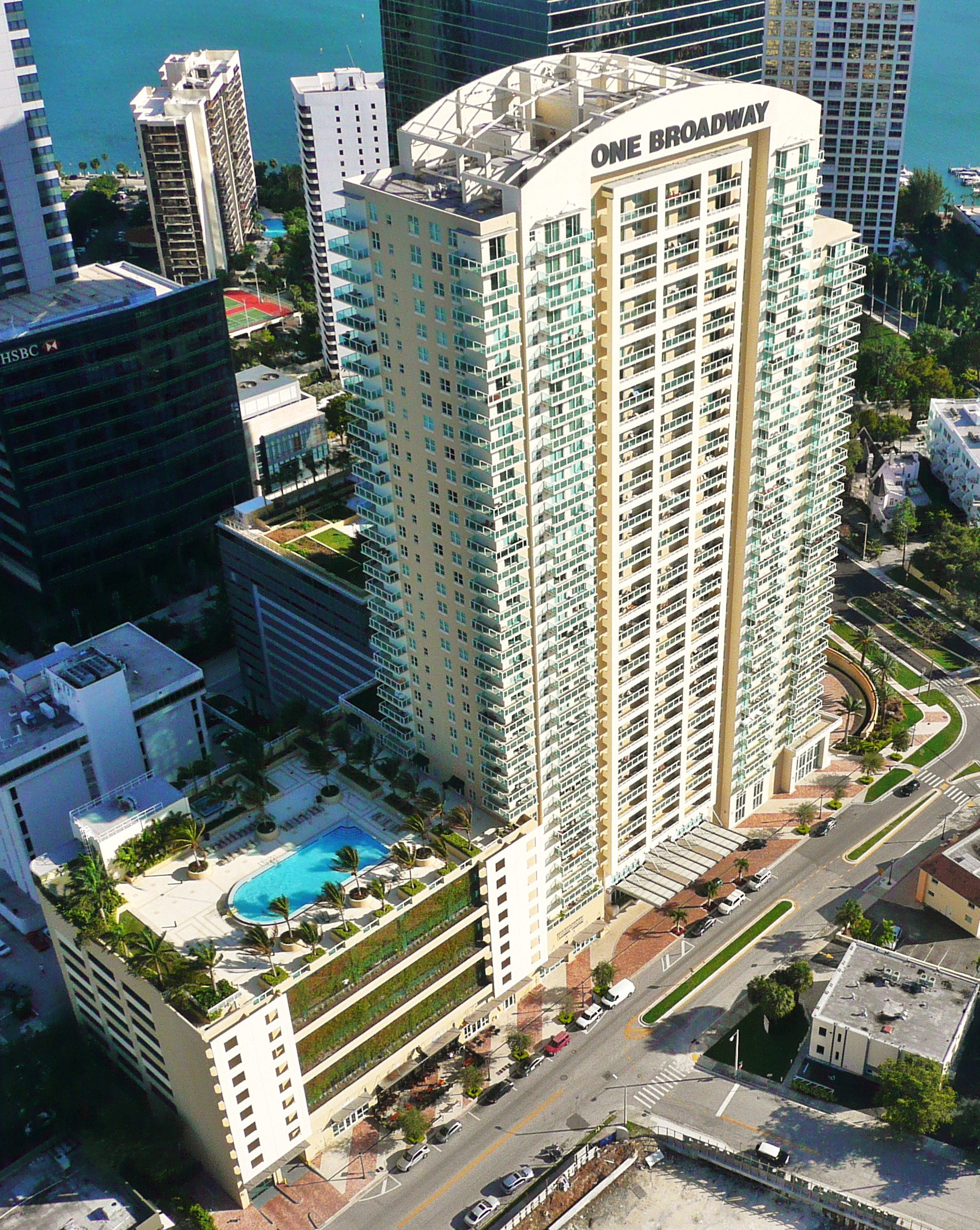
One Broadway.

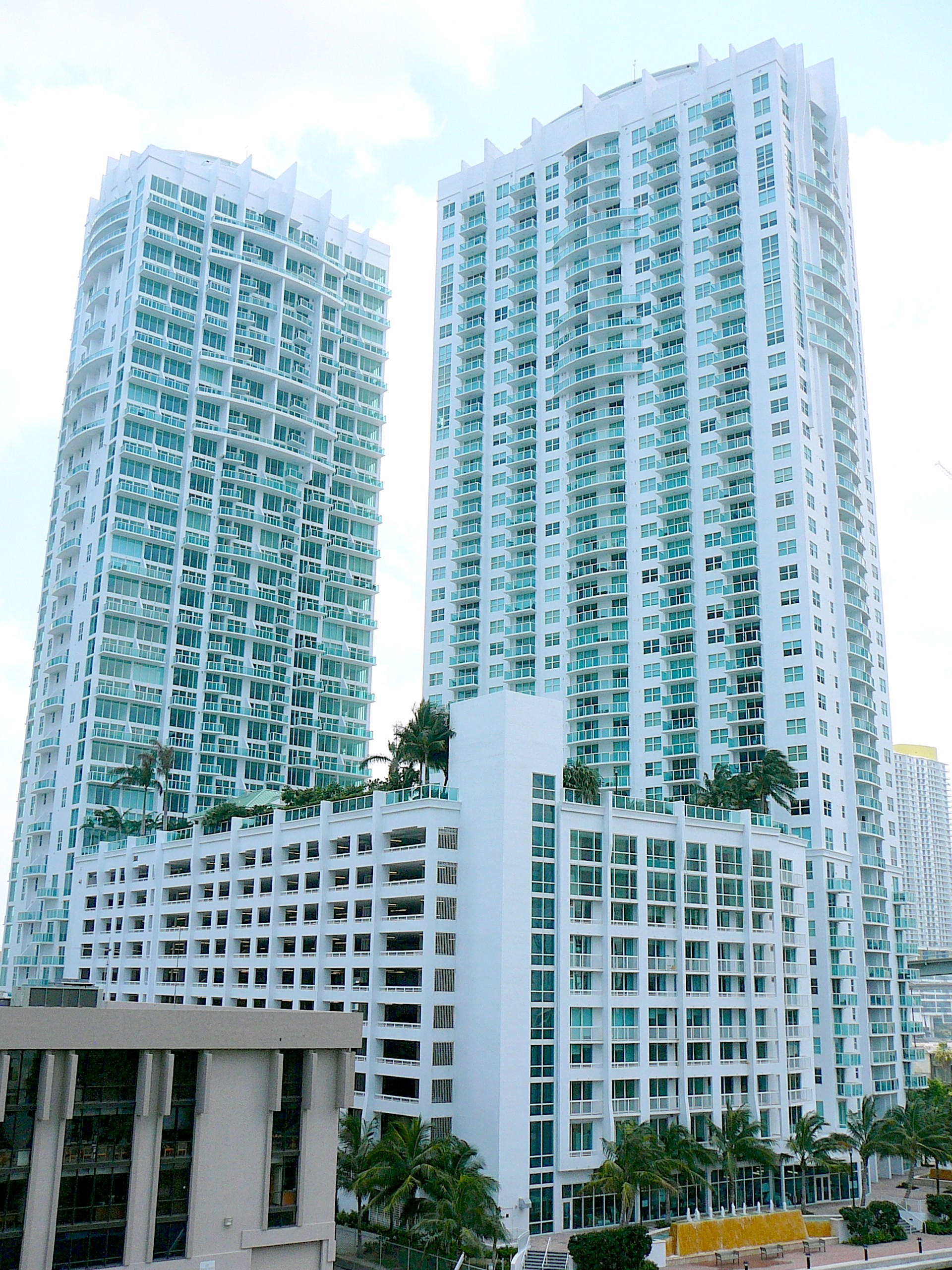
Brickell on the River.

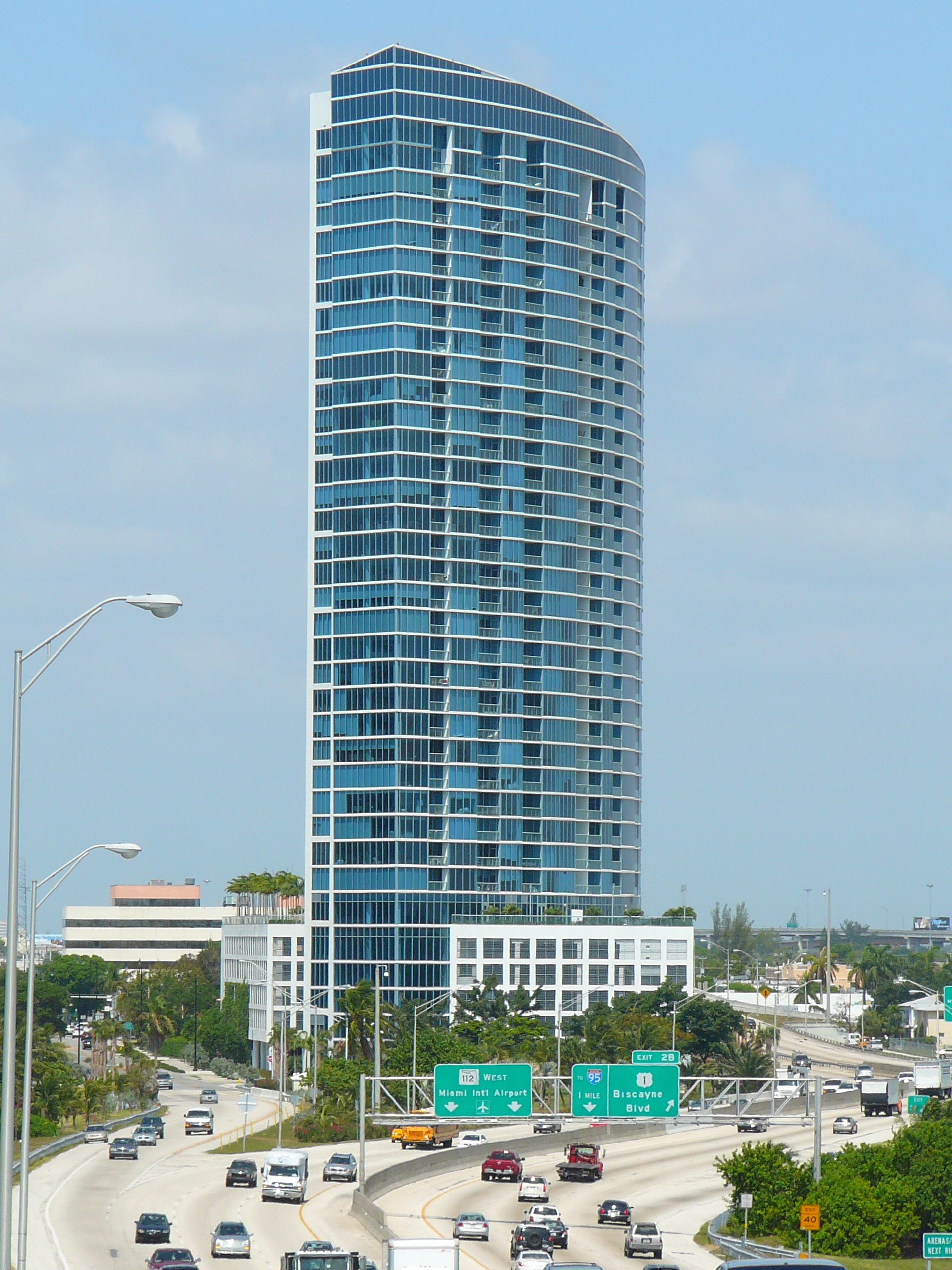
Blue on the Bay.

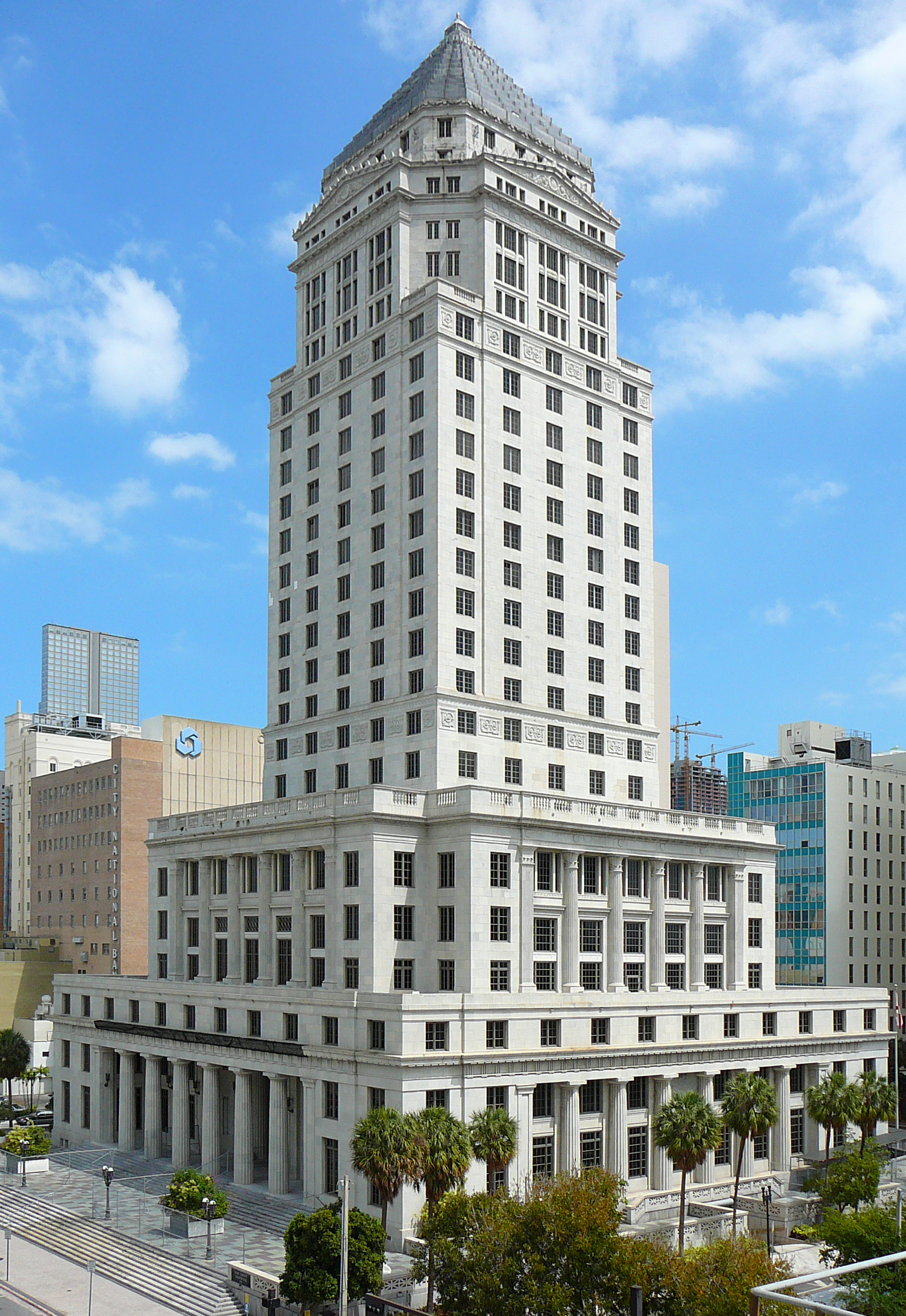
Dade County Courthouse.

Cet article est une liste des plus hauts immeubles de l'agglomération de Miami.
L'agglomération de Miami abrite le plus grand nombre de gratte-ciel des États-Unis après New York et Chicago. Le plus haut bâtiment de Miami est, à l'heure actuelle, le Four Seasons Hotel Miami. La grande majorité de ces immeubles de grande hauteur sont situés dans le quartier d'affaires (Central business district) de la ville, communément appelé Downtown Miami et le long de l'avenue Brickell. Downtown Miami est le principal quartier d'affaires de l'État de Floride et le troisième en importance aux États-Unis derrière ceux de New York et Chicago. 
L'agglomération de Miami compte aussi beaucoup de gratte-ciel dans les villes voisines de Sunny Isles Beach, Miami Beach, Hallandale Beach, Fort Lauderdale, Riviera Beach, Hollywood, Aventura, West Palm Beach.
Depuis l'an 2000 l'agglomération de Miami a connu un extraordinaire boom immobilier avec la construction de dizaines de gratte-ciel essentiellement résidentiels afin d'accueillir les nombreux nouveaux arrivants en Floride, de tous pays. En 2020 on comptait près de 230 immeubles d'au moins 100 mètres de hauteur dans l'ensemble de l'agglomération de Miami, en très grande majorité construits depuis l'an 2000.
La ville fait l'expérience d'une vague de « manhattanization », terme employé aux États-Unis en référence au quartier de Manhattan à New York. La crise de l'immobilier aux États-Unis en 2008/2010 (crise des subprimes) avec la baisse des prix des logements, plus l'importance de ce qui avait été construit, avaient provoqué un arrêt des constructions en 2012 et 2013, mais depuis le rythme des constructions a très largement repris.
Les gratte-ciel de Miami se caractérisent par leur aspect récent (ils ont en général été construits depuis l'an 2000), leur faible hauteur (en 2024 aucun  n'atteint les 300 m de hauteur du fait de restrictions imposé par les autorités aéronautique), le fait qu'ils abritent essentiellement des logements (rarement des bureaux comme à New York), leur style souvent post-moderne avec une base distincte, une coiffe et souvent des formes symétriques. 
À partir de 2028 sera mis en service le premier « supertall » de l'agglomération, c'est-à-dire le premier gratte-ciel d'au moins 300 m de hauteur, le Waldorf Astoria Hotel and Residences Miami qui fera 317 m de hauteur pour 98 étages !

## Gratte-cielde Miami de plus de 110 mètres de haut
La liste des plus hauts immeubles de l'agglomération de Miami d'après Skyscraperpage est la suivante  ;

### Approuvés, en construction ou achevés
| Rang      | Nom                                         | Commune             | Hauteur | Hauteur | Étages | Statut | Année d'inauguration |
| Rang      | Nom                                         | Commune             | Pieds   | Mètres  | Étages | Statut | Année d'inauguration |
| --------- | ------------------------------------------- | ------------------- | ------- | ------- | ------ | ------ | -------------------- |
| 1         | Panorama Tower                              | Miami               |         | 262     | 81     | Achevé | 2018                 |
| 2         | Four Seasons Hotel & Tower                  | Miami               | 794     | 240     | 64     | Achevé | 2003                 |
| 3         | Wachovia Financial Center                   | Miami               | 764     | 233     | 55     | Achevé | 1984                 |
| 4         | 900 Biscayne Bay                            | Miami               | 712     | 217     | 63     | Achevé | 2008                 |
| 5         | One Thousand Museum                         | Miami               |         | 216     | 62     | Achevé | 2019                 |
| 6         | Marquis Residences                          | Miami               |         | 214     | 63     | Achevé | 2009                 |
| 7         | Brickell Flatiron                           | Miami               |         | 213     | 64     | Achevé | 2019                 |
| 7         | Paramount Miami Worldcenter                 | Miami               |         | 213     | 60     | Achevé | 2019                 |
| 9         | Estates at Acqualina South Tower            | Sunny Isles Beach   |         | 205     | 52     | Achevé | 2022                 |
| 10        | Muse                                        | Sunny Isles Beach   |         | 198     | 47     | Achevé | 2018                 |
| 10        | Turnberry Ocean Club                        | Sunny Isles Beach   |         | 198     | 52     | Achevé | 2020                 |
| 12        | Wells Fargo Tower                           | Miami               |         | 197     | 46     | Achevé | 2010                 |
| 12        | Wells Fargo Tower                           | Miami               |         | 197     | 46     | Achevé | 2010                 |
| 13        | Elysee                                      | Miami               |         | 196     | 57     | Achevé | 2020                 |
| 13        | Mansions at Acqualina                       | Sunny Isles Beach   |         | 196     | 46     | Achevé | 2015                 |
| 15        | Porsche Design Tower                        | Sunny Isles Beach   |         | 195     | 57     | Achevé | 2016                 |
| 15        | The Ritz-Carlton Residences                 | Sunny Isles Beach   |         | 195     | 52     | Achevé | 2020                 |
| 15        | Residences by Armani Casa                   | Sunny Isles Beach   |         | 195     | 55     | Achevé | 2019                 |
| 18        | Jade Signature                              | Sunny Isles Beach   |         | 194     | 57     | Achevé | 2017                 |
| 19        | Echo Brickell                               | Miami               |         | 193,5   | 57     | Achevé | 2017                 |
| 20        | Mint at Riverfront                          | Miami               | 631     | 192     | 55     | Achevé | 2009                 |
| 20        | Infinity at Brickell                        | Miami               | 630     | 192     | 52     | Achevé | 2008                 |
| 22        | Miami Tower                                 | Miami               | 625     | 191     | 47     | Achevé | 1986                 |
| 23        | Marinablue                                  | Miami               | 615     | 187,5   | 57     | Achevé | 2007                 |
| 24        | Plaza on Brickell Tower I                   | Miami               | 610     | 186     | 56     | Achevé | 2007                 |
| 25        | One Paraiso                                 | Miami               |         | 183     | 53     | Achevé | 2018                 |
| 25        | Epic Residences & Hotel                     | Miami               |         | 183     | 54     | Achevé | 2009                 |
| 27        | SLS Hotel & Residences                      | Miami               |         | 182,6   | 52     | Achevé | 2016                 |
| 28        | SLS Lux Brickell                            | Miami               |         | 181     | 57     | Achevé | 2018                 |
| 29        | Icon Brickell North Tower                   | Miami               | 586     | 179     | 58     | Achevé | 2008                 |
| 29        | Icon Brickell South Tower                   | Miami               | 586     | 179     | 58     | Achevé | 2008                 |
| 31        | Biscayne Beach                              | Miami               |         | 178     | 51     | Achevé | 2017                 |
| 31        | Ten Museum Park                             | Miami               | 585     | 178     | 50     | Achevé | 2007                 |
| 33        | Society Biscayne                            | Miami               |         | 175     | 49     | Achevé | 2022                 |
| 33        | Jade Beach                                  | Sunny Isles Beach   |         | 175     | 53     | Achevé | 2008                 |
| 35        | Blue Diamond                                | Miami Beach         |         | 170     | 44     | Achevé | 2000                 |
| 35        | Green Diamond                               | Miami Beach         |         | 170     | 44     | Achevé | 2000                 |
| 37        | Solitair Brickel                            | Miami               |         | 169     | 48     | Achevé | 2018                 |
| 37        | 50 Biscayne Tower                           | Miami               | 554     | 169     | 55     | Achevé | 2007                 |
| 37        | Paramount Bay at Edgewater Square           | Miami               | 554     | 169     | 47     | Achevé | 2009                 |
| 37        | Quantum on the Bay South Tower              | Miami               | 554     | 169     | 51     | Achevé | 2008                 |
| 37        | Quantum on the Bay South Tower              | Miami               | 554     | 169     | 51     | Achevé | 2008                 |
| 42        | Paraiso Bay                                 | Miami               |         | 168     | 55     | Achevé | 2017                 |
| 42        | GranParaiso                                 | Miami               |         | 168     | 55     | Achevé | 2017                 |
| 42        | Trump Palace                                | Sunny Isles Beach   | 549     | 168     | 48     | Achevé | 2005                 |
| 42        | Acqualina Ocean Residences and Resort       | Sunny Isles Beach   | 549     | 168     | 51     | Achevé | 2004                 |
| 42        | Trump Royale                                | Sunny Isles Beach   | 549     | 168     | 44     | Achevé | 2005                 |
| 47        | Brickell Heights East Tower                 | Miami               |         | 167     | 52     | Achevé | 2017                 |
| 47        | 1010 Brickell                               | Miami               |         | 167     | 50     | Achevé | 2017                 |
| 49        | Jade Ocean                                  | Sunny Isles Beach   |         | 166     | 51     | Achevé | 2009                 |
| 50        | Opera Tower                                 | Miami               |         | 165,5   | 56     | Achevé | 2007                 |
| 50        | Park Place at Brickell                      | Miami               |         | 165,5   | 40     | Achevé | 2009                 |
| 52        | W Miami Hotel                               | Miami               |         | 165,2   | 50     | Achevé | 2008                 |
| 53        | Vizcayne North Tower                        | Miami               | 538     | 164     | 49     | Achevé | 2008                 |
| 53        | Vizcayne South Tower                        | Miami               | 538     | 164     | 49     | Achevé | 2008                 |
| 53        | Avant at Met Square                         | Miami               |         | 164     | 46     | Achevé | 2018                 |
| 53        | Muze At Met Square                          | Miami               |         | 164     | 43     | Achevé | 2019                 |
| 57        | Quantum on the Bay North Tower              | Miami               | 536     | 163     | 44     | Achevé | 2008                 |
| 57        | Quantum on the Bay North Tower              | Miami               | 536     | 163     | 44     | Achevé | 2008                 |
| 57        | Aria On The Bay                             | Miami               |         | 163     | 53     | Achevé | 2018                 |
| 60        | Jade at Brickell Bay                        | Miami               | 528     | 161     | 48     | Achevé | 2004                 |
| 60        | Brickell Heights West Tower                 | Miami               |         | 161     | 51     | Achevé | 2017                 |
| 62        | Plaza on Brickell Tower II                  | Miami               | 525     | 160     | 48     | Achevé | 2007                 |
| 63        | Santa Maria                                 | Miami               | 520     | 158,5   | 51     | Achevé | 1997                 |
| 63        | RISE                                        | Miami               | 520     | 158,5   | 45     | Achevé | 2016                 |
| 65        | EAST Miami                                  | Miami               |         | 157,3   | 41     | Achevé | 2016                 |
| 66        | The Ivy                                     | Miami               | 512     | 156     | 45     | Achevé | 2008                 |
| 67        | Stephen P. Clark Government Center          | Miami               | 510     | 155,4   | 28     | Achevé | 1985                 |
| 68        | Brickell House                              | Miami               |         | 155,1   | 48     | Achevé | 2014                 |
| 69        | The Beach Club Tower 2                      | Hallandale Beach    |         | 153,9   | 50     | Achevé | 2006                 |
| 70        | REACH                                       | Miami               |         | 153,3   | 44     | Achevé | 2016                 |
| 71        | JW Marriott Marquis Miami                   | Miami               |         | 153,1   | 41     | Achevé | 2016                 |
| 72        | Wind                                        | Miami               | 501     | 152,7   | 41     | Achevé | 2008                 |
| 73        | Paraiso Bayviews                            | Miami               |         | 152,1   | 44     | Achevé | 2018                 |
| 74        | Downtown 5th Towers                         | Miami               |         | 150,9   | 52     | Achevé | 2022                 |
| 75        | BEZEL at Miami Worldcenter                  | Miami               |         | 150,6   | 44     | Achevé | 2021                 |
| 76        | 100 Las Olas                                | Fort Lauderdale     |         | 150,3   | 47     | Achevé | 2020                 |
| 77        | One Biscayne Tower                          | Miami               | 492     | 150     | 39     | Achevé | 1973                 |
| 77        | Akoya Condominiums                          | Miami Beach         | 492     | 150     | 47     | Achevé | 2004                 |
| 79        | The Bond on Brickell                        | Miami               | 491     | 149,7   | 44     | Achevé | 2016                 |
| 80        | Espirito Santo Plaza                        | Miami               | 484     | 148,4   | 36     | Achevé | 2004                 |
| 81        | Regalia                                     | Sunny Isles Beach   | 485     | 147,8   | 43     | Achevé | 2004                 |
| 82        | Brickell World Plaza                        | Miami               |         | 147,5   | 40     | Achevé | 2011                 |
| 82        | Portofino Tower                             | Miami Beach         | 484     | 147,5   | 44     | Achevé | 1997                 |
| 82        | Miami Center                                | Miami               | 484     | 147,5   | 34     | Achevé | 1983                 |
| 85        | Asia                                        | Miami               | 483     | 147,2   | 36     | Achevé | 2007                 |
| 85        | Hyde Beach House                            | Hollywood (Floride) | 483     | 147,2   | 42     | Achevé | 2018                 |
| 87        | Brickell Financial Centre Phase I           | Miami               | 484     | 146,9   | 46     | Achevé | 2007                 |
| 87        | Brickell on the River South Tower           | Miami               | 483     | 146,9   | 36     | Achevé | 2007                 |
| 89        | Avenue Brickell Tower                       | Miami               | 480     | 146,3   | 47     | Achevé | 2007                 |
| 89        | Three Tequesta Point                        | Miami               | 480     | 146,3   | 46     | Achevé | 2001                 |
| 91        | Alluvion Las Olas                           | Fort Lauderdale     |         | 146     | 43     | Achevé | 2020                 |
| 92        | The Pinnacle                                | Sunny Isles Beach   |         | 145,1   | 40     | Achevé | 1998                 |
| 93        | Latitude on the River                       | Miami               | 476     | 145     | 44     | Achevé | 2007                 |
| 94        | Continuum on South Beach (tour sud)         | Miami Beach         | 471     | 143,5   | 40     | Achevé | 2002                 |
| 95        | 1100 Millecento Residences                  | Miami               | 470     | 143,3   | 42     | Achevé | 2015                 |
| 96        | Melody at Arsht Center                      | Miami               | 467     | 142,3   | 36     | Achevé | 2016                 |
| 97        | Seminole Hard Rock Hotel & Casino Hollywood | Hollywood (Floride) |         | 141     | 36     | Achevé | 2019                 |
| 98        | Trump Towers 1                              | Sunny Isles Beach   |         | 140,5   | 45     | Achevé | 2008                 |
| 98        | Trump Towers 2                              | Sunny Isles Beach   |         | 140,5   | 45     | Achevé | 2008                 |
| 98        | Trump Towers 3                              | Sunny Isles Beach   |         | 140,5   | 45     | Achevé | 2009                 |
| 101       | One Miami East Tower                        | Miami               | 460     | 140     | 44     | Achevé | 2005                 |
| 102       | Las Olas River House                        | Fort Lauderdale     |         | 138     | 42     | Achevé | 2004                 |
| 103       | 701 Brickell Avenue                         | Miami               | 450     | 137     | 33     | Achevé | 1986                 |
| 103       | One Miami West Tower                        | Miami               | 449     | 137     | 45     | Achevé | 2005                 |
| 103 / 105 | Ocean Four Condominium                      | Sunny Isles Beach   |         |         | 40     | Achevé | 2001                 |
| 106       | La Perla Ocean Residence                    | Sunny Isles Beach   |         | 136     | 42     | Achevé | 2006                 |
| 107       | Westin Diplomat Resort                      | Hollywood           |         | 135     | 39     | Achevé | 2002                 |
| 108       | Met 1                                       | Miami               | 440     | 134     | 40     | Achevé | 2007                 |
| 108       | The Beach Club Phase 1                      | Hallandale Beach    |         | 134     | 43     | Achevé | 2005                 |
| 108       | The Beach Club Phase 3                      | Hallandale Beach    |         | 134     | 43     | Achevé | 2007                 |
| 111       | Trump Hollywood                             | Hollywood           |         |         | 40     | Achevé | 2009                 |
| 112       | The Loft 2                                  | Miami               | 433     | 132     | 35     | Achevé | 2007                 |
| 113       | Mellon Financial Center                     | Miami               | 430     | 131     | 31     | Achevé | 2000                 |
| 114       | 500 Brickell Station West Tower             | Miami               | 426     | 130     | 42     | Achevé | 2007                 |
| 114       | Brickell Station East Tower                 | Miami               | 426     | 130     | 42     | Achevé | 2007                 |
| 114       | Blue on the Bay                             | Miami               | 425     | 130     | 36     | Achevé | 2005                 |
| 114       | Ocean Two Condominiums 1                    | Sunny Isles Beach   |         | 130     | 40     | Achevé | 2001                 |
| 118       | 1800 Club                                   | Miami               | 423     | 129     | 40     | Achevé | 2007                 |
| 118       | Vue at Brickell                             | Miami               | 423     | 129     | 36     | Achevé | 2004                 |
| 118       | Brickell on the River North Tower           | Miami               | 423     | 129     | 46     | Achevé | 2007                 |
| 116       | Icon at South Beach                         | Miami Beach         | 423     | 129     | 42     | Achevé | 2004                 |
| 122       | The Mark on Brickell                        | Miami               | 420     | 128     | 36     | Achevé | 2001                 |
| 123       | Axis at Brickell Village I                  | Miami               | 418     | 127     | 40     | Achevé | 2008                 |
| 123       | Axis at Brickell Village II                 | Miami               | 418     | 127     | 40     | Achevé | 2008                 |
| 123       | Hidden Bay                                  | Aventura            | 418     | 127     | 40     | Achevé | 2000                 |
| 126       | One Broadway                                | Miami               | 413     | 126     | 40     | Achevé | 2005                 |
| 127       | The Club at Brickell Bay                    | Miami               | 411     | 125     | 42     | Achevé | 2004                 |
| 127       | Two Tequesta Point                          | Miami               | 410     | 125     | 40     | Achevé | 1999                 |
| 127       | Carbonell Condominium                       | Miami               | 410     | 125     | 40     | Achevé | 2005                 |
| 130       | Continuum on South Beach (tour nord)        | Miami Beach         |         |         | 37     | Achevé | 2008                 |
| 131       | 110 Tower                                   | Fort Lauderdale     |         | 129     | 30     | Achevé | 1988                 |
| 132       | Turnberry Ocean Colony North                | Sunny Isles Beach   |         |         | 37     | Achevé | 2006                 |
| 133       | Turnberry Ocean Colony South                | Sunny Isles Beach   |         |         | 37     | Achevé | 2008                 |
| 134       | Bank of America Plaza (en)                  | Fort Lauderdale     |         | 124     | 23     | Achevé | 2002                 |
| 134       | Murano Grande at Portofino                  | Miami Beach         |         | 124     | 37     | Achevé | 2003                 |
| 136       | The Palms II                                | Fort Lauderdale     |         |         | 32     | Achevé | 2001                 |
| 137       | Courthouse Center                           | Miami               | 405     | 123     | 30     | Achevé | 1986                 |
| 137       | Courthouse Center                           | Miami               | 405     | 123     | 30     | Achevé | 1986                 |
| 137       | Courthouse Center                           | Miami               | 405     | 123     | 30     | Achevé | 1986                 |
| 137       | Murano at Portofino                         | Miami Beach         | 405     | 123     | 37     | Achevé | 2001                 |
| 141       | The Palace                                  | Miami               | 400     | 122     | 42     | Achevé | 1981                 |
| 141       | Ocean Palms Phase 1                         | Hollywood           |         | 122     | 38     | Achevé | 2006                 |
| 143       | Tiara (building)                            | Riviera Beach       |         | 121,9   | 42     | Achevé | 1978                 |
| 144       | Fontainebleau II                            |                     |         |         | 36     | Achevé | 2005                 |
| 145       | Canyon Ranch Miami Beach                    | Miami Beach         |         | 121     | 37     | Achevé | 2008                 |
| 145       | Las Olas Grand                              | Fort Lauderdale     |         | 121     | 38     | Achevé | 2005                 |
| 147       | The Water Garden                            | Fort Lauderdale     |         |         | 31     | Achevé | 2004                 |
| 147       | Plaza South Condominium                     | Fort Lauderdale     |         |         | 31     | Achevé | 1972                 |
| 147       | Point of Americas Condominiums II           | Fort Lauderdale     |         |         | 31     | Achevé | 1971                 |
| 150       | The Setai Hotel and Residences              | Miami Beach         |         | 118     | 38     | Achevé | 2004                 |
| 151       | Oakwood Yacht Club at Brickell              | Miami               |         | 116     | 36     | Achevé | 1998                 |
| 151       | The Millennium                              | Sunny Isles Beach   |         | 116     | 36     | Achevé | 1998                 |
| 153       | 350 Las Olas Place                          | Fort Lauderdale     |         |         | 30     | Achevé | 2005                 |
| 153       | Jackson                                     | Fort Lauderdale     |         |         | 30     | Achevé | 2001                 |
| 153       | The Palms I                                 | Fort Lauderdale     |         |         | 30     | Achevé | 1997                 |
| 156       | Museum Tower                                | Miami               |         | 115     | 29     | Achevé | 1986                 |
| 156       | Skyline on Brickell                         | Miami               |         | 115     | 34     | Achevé | 2004                 |
| 158       | Suntrust International Center               | Miami               |         | 114     | 31     | Achevé | 1973                 |
| 158       | One Financial Plaza                         | Fort Lauderdale     |         | 114     | 28     | Achevé | 1973                 |
| 160       | Bristol Tower                               | Miami               |         | 113     | 41     | Achevé | 1993                 |
| 160       | Brickell Bay Tower                          | Miami               |         | 113     | 30     | Achevé | 1985                 |
| 162       | Plaza del Mar                               | Fort Lauderdale     |         |         | 29     | Achevé | 1975                 |
| 162       | Plaza del Sol                               | Fort Lauderdale     |         |         | 29     | Achevé | 1974                 |
| 164       | Bay Parc Plaza                              | Miami               |         | 112     | 39     | Achevé | 2000                 |
| 164       | Neovertika                                  | Miami               |         | 112     | 36     | Achevé | 2006                 |
| 164       | Hotel Intercontinental Miami                | Miami               |         | 112     | 35     | Achevé | 1982                 |
| 167       | 1221 Brickell Building                      | Miami               |         | 111     | 27     | Achevé | 1986                 |
| 167       | Avenue Southeast First                      | Miami               |         | 111     | 35     | Achevé | 2007                 |
| 167       | Doubletree Biscayne Bay                     | Miami               |         | 111     | 42     | Achevé | 1978                 |
| 170       | Dade County Courthouse                      | Miami               |         | 110     | 28     | Achevé | 1928                 |

### Proposés
| Rang | Nom                         | Hauteur   | Hauteur | Étages | Année |
| Rang | Nom                         | Pieds     | Mètres  | Étages | Année |
| ---- | --------------------------- | --------- | ------- | ------ | ----- |
| 1    | Empire World Tower I        | 1 200     | 366     | 106    | 2010  |
| -    | Empire World Tower II       | 1 200     | 366     | 106    | 2010  |
| 3    | One Bayfront Plaza          | 1 180     | 360     | 70     | 2008  |
| 4    | 600 Brickell Avenue         | 903       | 275     | 68     | 2008  |
| 5    | Brickell Flatiron           | 794       | 242     | 70     | 2009  |
| 6    | 1490 Biscayne Boulevard     | 744       | 227     | 73     |       |
| 7    | Columbus Centre             | 710       | 216     | 56     |       |
| 8    | One Herald Plaza I          | 649       | 198     | 64     |       |
| -    | One Herald Plaza II         | 649       | 198     | 64     |       |
| -    | Anderson Opera Center Tower | 649       | 198     | 57     |       |
| 11   | Omni West Tower 3           | 644       | 196     | 65     |       |
| 12   | City Square Tower           | 640       | 195     | 62     |       |
| 13   | Omni West Tower 2           | 624       | 190     | 63     |       |
| -    | Omni East Tower 3           | 624       | 190     | 61     |       |
| 15   | Omni East Tower 2           | 604       | 184     | 63     |       |
| -    | Omni West Tower 1           | 604       | 184     | 61     |       |
| 17   | Cardinal Symphony I         | 600       | 183     | 60     |       |
| 18   | Omni East Tower 1           | 584       | 178     | 58     |       |
| 19   | Brickell Station East Tower | 568       | 173     | 53     |       |
| 20   | 31st Park                   | 510       | 155     | 49     |       |
| 21   | Max Tower                   | 508       | 155     | 55     |       |
| 22   | Lima Tower                  | 473 / 144 | 41      |        |       |
| 23   | Aja on the Bay              | 439       | 134     | 41     |       |
| 24   | 300 Grove Bay Tower 1       | 411       | 125     | 37     |       |
| 25   | Miapolis                    | 3 200     | 980     | 160    | 2017  |